# Parc del Laberint d'Horta
El parc del Laberint d'Horta és un jardí històric de l'antiga finca de la família Desvalls, en un vessant de la serra de Collserola, al barri d'Horta de Barcelona. Iniciat el 1794 i acabat en la seva primera fase el 1808, va ser obra de l'arquitecte italià Domenico Bagutti i inclou un jardí neoclàssic del segle xviii i un romàntic del segle xix. Va ser obert al públic el 1971 i està catalogat com a bé cultural d'interès local.
Aquest espai compta amb nombroses obres d'art —principalment escultures—, així com també diversos estanys, cascades, fonts i un canal que recorre el recinte superior. En la jardineria destaca especialment el laberint, fet amb xiprers retallats, així com diversos ambients de diferents estils, des del neoclàssic fins al romàntic; també hi ha mostres d'art topiària. El recinte ha comptat, durant la seva història, amb la visita de diversos monarques, com Carles IV, Ferran VII i Alfons XIII; i ha estat escenari de representacions teatrals i de diversos actes culturals. Actualment és un jardí-museu que compta amb un institut municipal per a la formació en jardineria.

## Història

Mapa general del parc. A: Jardí públic, B: Jardí neoclàssic, C: Jardí romàntic, D: Jardí dels boixos i jardí domèstic, E: Bosc, 1: Entrada, 2: Palau Desvalls, 3: Jardí dels boixos, 4: Jardí domèstic, 5: Plaça dels lleons, 6: Jardí de les flors, 7: Laberint, 8: Terrassa del mirador i temples, 9: Gruta del Minotaure, 10: Bosquet, 11: Canal romàntic, 12: Illa de l'amor, 13: Pavelló neoclàssic i Gran safareig, 14: Font de la nimfa Egèria, 15: Cascada, 16: Cabana del pagès, 17: Fals cementiri i Ermita del monjo, 18: Antic jardí oriental

### Orígens
La iniciativa d'aquests jardins va ser de l'aristòcrata Joan Antoni Desvalls i d'Ardena, VI marquès de Llupià, III marquès del Poal i marquès consort d'Alfarràs, qui va comprar els terrenys el 1791. La finca original comptava amb 54,07 ha d'extensió, de les quals es destinen actualment 9,10 ha a parc públic i la resta a bosc. En aquell temps Horta era un municipi independent, que va ser annexionat a la ciutat de Barcelona el 1904.
Joan Antoni Desvalls (1740-1820) era el típic personatge il·lustrat de l'època, interessat per les ciències i les arts, amb coneixements de matemàtiques, ciències físiques, història, economia i belles arts; dominava el francès i l'italià. Va ser deixeble i col·laborador del matemàtic i filòsof Tomàs Cerdà, i va ser vicepresident de la Reial Acadèmia de Ciències i Arts de Barcelona entre 1799-1808 i 1814-1820. Va escriure diversos treballs sobre física, zoologia i meteorologia, com la Disertación sobre los terremotos de 1783 o El aerómetro o pesalicores de 1791. El 1808 va contribuir a la resistència contra les tropes napoleòniques i, el 1812, va ser triat representant de Barcelona a les Corts de Cadis, on no va assistir per motius de salut.

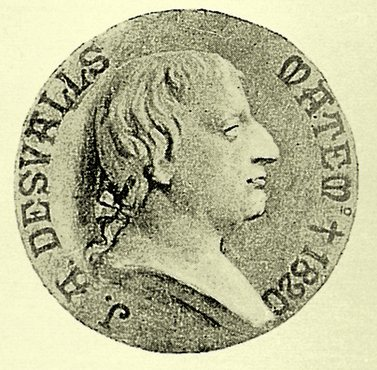
Retrat de Joan Antoni Desvalls

Les obres es van iniciar el 1794. El mateix Desvalls va intervenir en el disseny del jardí, d'estil neoclàssic, amb la col·laboració de l'arquitecte italià Domenico Bagutti. L'execució de les obres va ser a càrrec del mestre d'obres Jaume Valls i el seu fill Andreu, mentre que de les plantacions se'n va encarregar el jardiner francès Joseph Delvalet.

### Ampliacions i visites reials
A mitjans del segle xix els descendents del marquès van ampliar el parc, sota la direcció de l'arquitecte Elies Rogent, pel costat del torrent d'en Pallós, amb un «jardí romàntic» amb parterres, places, grans arbres i una cascada. A més, es va afegir al jardí neoclàssic un canal d'aigua entre la terrassa superior i la intermèdia, construït el 1853. L'ampliació va ser promoguda per Joaquim Desvalls i Sarriera, VIII marquès de Llupià i V d'Alfarràs.
El 1880 es va crear un «jardí domèstic» al costat del palauet Desvalls, d'estil eclèctic. Comptava amb un hivernacle —desaparegut en la restauració de 1971—, una plantació de camèlies i realitzacions d'art topiària. La iniciativa va ser del XI marquès de Llupià i VII marquès d'Alfarràs, Joan Baptista Desvalls i d'Amat, però s'ignora l'artífex d'aquesta ampliació.
Els jardins van ser escenari de recepcions als reis Carles IV (1802), Ferran VII (1828) i Alfons XIII (1908 i 1930). El 18 d'octubre de 1802 van visitar els jardins Carles IV, la seva dona Maria Lluïsa de Parma i els seus fills Ferran (amb la seva dona Maria Antònia de Borbó-Dues Sicílies), Carles, Francesc, Maria Isabel (amb el seu marit Francesc Gener), Maria Lluïsa (amb el seu marit Lluís I d'Etrúria) i Maria Amàlia (amb el seu marit Antoni Pasqual de Borbó). A la base del mur del pavelló anomenat de Carles IV hi ha una làpida de marbre amb una inscripció al·lusiva a la visita del monarca:
| « | EN EL DIA 18 DE OCTUBRE DEL AÑO 1802 / D. JUAN ANTONIO DESVALLS Y DE ARDENA MARQUES DE LUPIA Y DE ALFARRAS, / DUEÑO DE ESTA CASA DE CAMPO Y JARDINES TUVO LA SATISFACCION DE QUE / CON EL FIN DE VER ESTE SITIO DE RECREO, LE HONRASEN CON SU PRESENCIA / LAS REALES PERSONAS DE SUS SOBERANOS LOS SRES. DON CARLOS IV Y DOÑA / MARIA LUISA DE BORBON; LOS SERMOS. SRES. PRINCIPES DE ASTURIAS DON / FERNANDO Y DOÑA MARIA ANTONIA DE NAPOLES. LOS SERMOS. SRES. YNFANTES / DE ESPAÑA DON CARLOS Y DON FRANCISCO DE PAULA. EL SR. DON LUIS I / REI DE ETRURIA; Y EL SERMO. SR. YNFANTE DE ESPAÑA DON ANTONIO PASCUAL. / HALLANDOSE A LA SAZÓN LA CORTE EN BARCELONA CON PLAUSIBLE MOTIVO / DE LA CELEBRACIÓN DE LOS AUGUSTOS CASAMIENTOS DE LOS SERMOS. SRES. / PRINCIPES DE ASTURIAS, Y DEL SR. PRINCIPE HEREDERO DE NAPOLES DON / FRANCISCO GENARO CON LA SRA. YNFANTA DE ESPAÑA DOÑA MARIA YSABEL / Y PARA PERPETUAR LA MEMORIA DE UN DIA TAN FELIZ / PUSO ESTE MONUMENTO. | » |

El motiu del viatge van ser les noces entre Ferran i Maria Antònia i entre Maria Isabel i Francesc Gener (Maria Antònia i Francesc eren també germans). El baró de Maldà va recollir la visita reial al seu Calaix de sastre:
| « | Ss. Ms. los Reys, Prínceps y Familia real han anat en esta tarde en sos cotxes, y demés a caball de Guardias de Corps, Caballerissos y batedors a aquell seti ameno del Sr. Marqués de Llupiá en horta, a passejar per aquellas delicias del Laberinto, caminals, cascadas y demés adornos. | » |

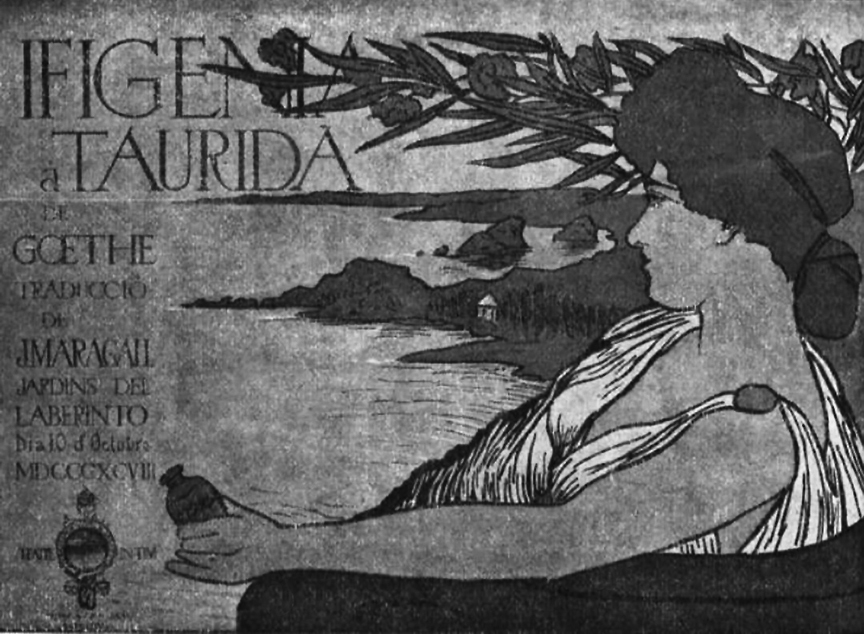
Pòster de la representació al parc d'Ifigènia a Tàuride (1898)

Ferran VII va visitar la finca el 20 de març de 1828, al costat de la seva dona Maria Josepa Amàlia de Saxònia. El monarca reposava en el Palau Reial de Barcelona d'un atac de gota. En record d'aquesta visita es van col·locar els dos lleons que hi ha en la porta del jardí dels Boixos, que sostenen uns escuts amb la inscripció «A S. R. M. Don Fernando VII En celebridad de su augusta presencia. A S. R. M. Doña Josefa Amalia. En esta quinta día 20 marzo 1828».
Al tombant del segle xix al xx, aquesta finca es va convertir en l'escenari de vetllades socials i culturals amb representacions de teatre a l'aire lliure: el 10 d'octubre de 1898 es va estrenar la tragèdia Ifigènia a Tàuride de Goethe, traduïda per Joan Maragall i dirigida per Adrià Gual; el 1908, en ocasió de la visita d'Alfons XIII, es va representar El somni d'una nit d'estiu, de William Shakespeare, traduïda per Josep Carner i dirigida igualment per Adrià Gual. El rei va acudir-hi acompanyat de la seva dona, Victòria Eugènia de Battenberg, el 23 d'octubre de 1908. En el seu honor es va col·locar el pilar commemoratiu que hi ha al costat de l'entrada del laberint, amb la següent inscripció: «SS. MM. Los reyes Alfonso XIII y doña Victoria Eugenia honraron con su visita estos jardines el día 23 de octubre de 1908».
El 1930, amb motiu d'una nova visita del rei en ocasió del Centenari del Romanticisme, va haver-hi representacions de dansa clàssica a càrrec del cos de ball del Teatre del Liceu, dirigit per Paula Boronat. La representació va tenir lloc el 5 de juny, organitzada per Santiago Marco, president de Foment de les Arts Decoratives. El rei va acudir acompanyat de la seva dona i de nombroses autoritats civils i eclesiàstiques. A més de les danses es van recitar poemes i es va servir un berenar de llet, xocolata, ensaïmades i neules.

### Parc públic

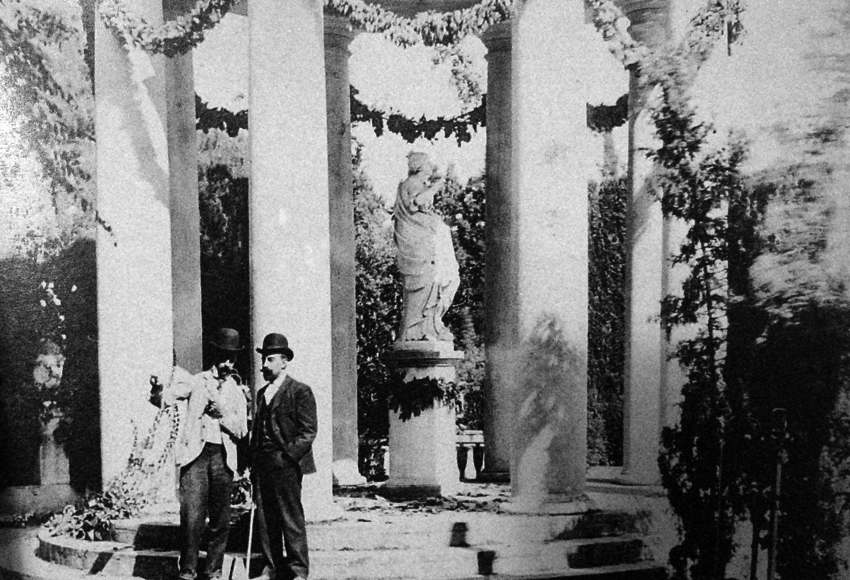
Miquel Utrillo i Joan Maragall en els jardins (1898)

El 1967, la família Desvalls va negociar amb l'Ajuntament de Barcelona la venda de la finca, el manteniment de la qual era costós i no podien treure'n rendiment, ja que estava qualificada com a parc urbà en el Pla Comarcal de 1953. La propietat va ser valorada en 70.691.000 pessetes, que van ser abonades a través d'una permuta amb un terreny de valor similar de 9.265 m² entre la Diagonal, la plaça de Pius XII, l'avinguda de Pedralbes, el passeig de Manuel Girona i el carrer del Doctor Ferran, procedent de l'antiga heretat de L'Estela. L'escriptura notarial va ser signada el 17 de gener del 1968.
Després d'una restauració efectuada per Joaquim Casamor, director de Parcs i jardins de Barcelona entre 1968 i 1986, el parc va ser obert al públic el 1971. Entre els treballs efectuats per a la seva rehabilitació poden ressenyar-se: neteja i dragatge de mines, construcció de canalitzacions de reg, instal·lació de la xarxa d'enllumenat, delimitació del parc urbà, col·locació de murs i tanques, instal·lació de serveis públics i mobiliari urbà, reconstrucció d'obres arquitectòniques i rehabilitació del laberint i altres espècies vegetals. També es van restaurar algunes estàtues, a càrrec de l'escultor Josep Miret, mentre que el ceramista Josep Brossa va restaurar les balustrades i els gerros del jardí. La inauguració del nou parc va tenir lloc el 18 de març de 1971, presidida per l'alcalde Josep Maria de Porcioles i amb l'assistència de Lluís Desvalls i Trias, IX marquès d'Alfarràs.
El 1994 va ser sotmès a una nova restauració amb fons de la Unió Europea, a càrrec de Patrizia Falcone. El motiu principal va ser la recuperació de diversos elements tant vegetals com ornamentals que s'havien degradat des dels anys 1970, degut principalment a l'excessiva afluència de visitants. Es va plantar un total de 80.264 plantes de 75 espècies diferents i es va recuperar el circuit hidràulic original. En el jardí romàntic es va crear un circuit tancat per reaprofitament de l'aigua. El cost de la restauració va ser de 80 milions de pessetes. El 25 de setembre de 1994 es va procedir a una reinauguració del parc, presidida per l'alcalde Pasqual Maragall.
El 2006 s'hi va rodar una escena de la pel·lícula El perfum del director Tom Tykwer. En la ficció el laberint pertany al jardí d'un ric hisendat de la ciutat francesa de Grasse, Antoine Richis (interpretat per Alan Rickman), la filla del qual serà l'última víctima de l'assassí Jean-Baptiste Grenouille (Ben Whishaw) i l'element essencial del seu perfum.
Actualment, el parc és un jardí-museu amb un nombre de visitants limitat (màxim 750 persones al mateix temps), per preservar l'àmbit natural i les estructures de l'àrea. L'antic palau acull des del 1993 el Centre de Formació del Laberint, institut municipal per a la formació en jardineria, així com una biblioteca especialitzada igualment en jardineria.
El 2016 el departament de Parcs i jardins va procedir a una reforma de la xarxa hidràulica del parc, després de la detecció d'unes fugides d'aigua en algunes de les seves fonts. En una intervenció que va durar deu mesos, els operaris del parc van procedir al buidatge de l'estany superior, del canal romàntic i de disset fonts; posteriorment van impermeabilitzar aquests espais i els van connectar a una nova xarxa hidràulica, amb alguns elements connectats en circuit tancat per a l'estalvi d'aigua.

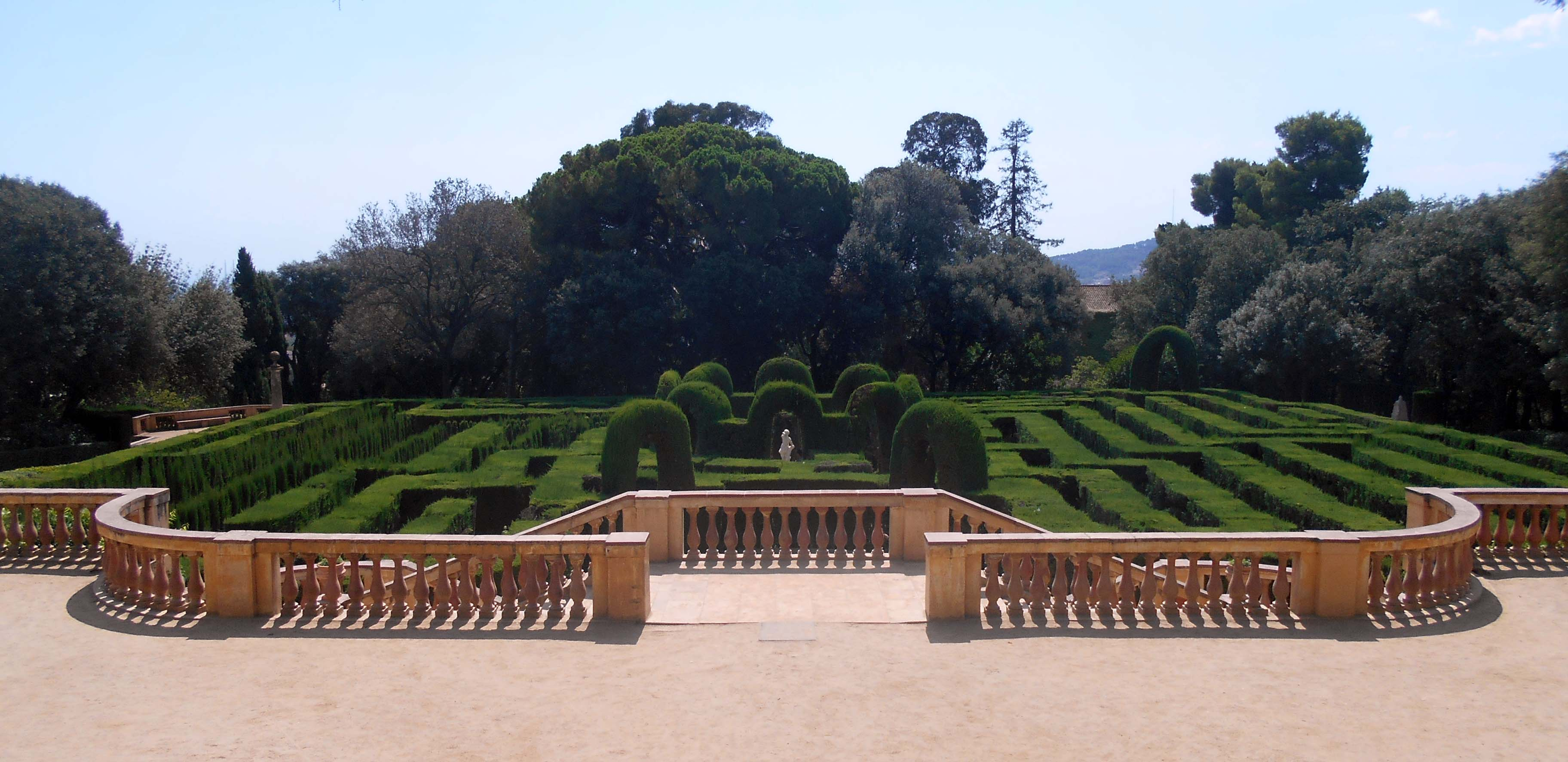
Panoràmica del laberint

## Descripció

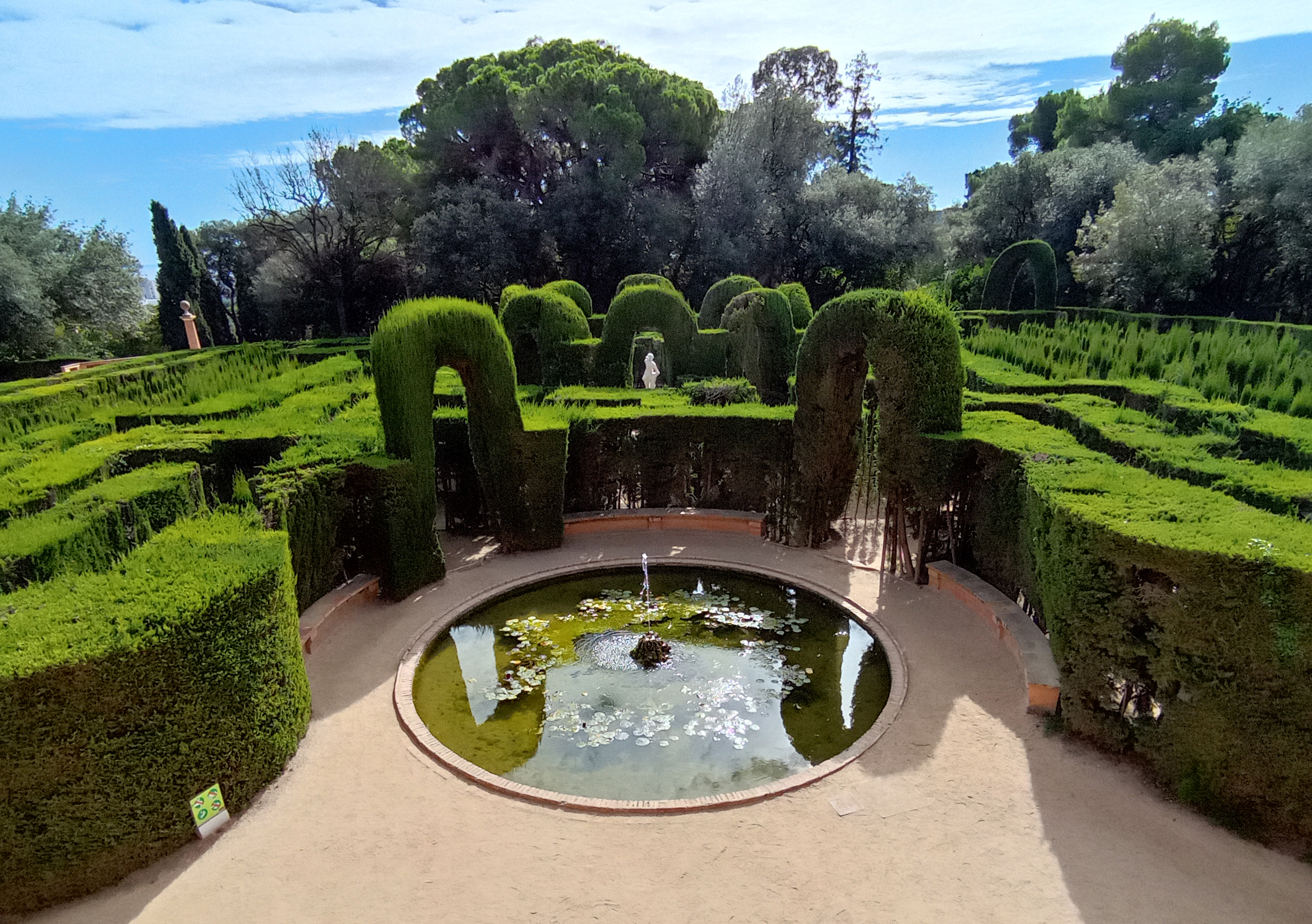
Estany a la sortida del laberint

El parc, amb una superfície de 9,1 ha, està dividit en dues parts: un jardí neoclàssic i un jardí romàntic. La zona enjardinada del parc està envoltada d’un extens bosc mediterrani. Repartides pel parc hi ha nombroses peces escultòriques, algunes de les quals amb motius de la mitologia grega i unes altres amb motius rústics, així com també un gran nombre de fonts, brolladors i basses d'aigua. Aquestes obres són d'autor desconegut, probablement procedents d'orígens diversos. S'hi aprecien diverses diferències estilístiques, la qual cosa fa suposar una factura de tres o quatre artistes, i destaquen per la seva qualitat les dues escultures femenines situades sota els templets del Belvedere.
L'entrada al parc es troba prop del Velòdrom d'Horta i de la instal·lació artística Poema visual transitable en tres temps (1984), de Joan Brossa. El terreny limita a l'est amb la masia de Can Papanaps; i, a l'oest, amb les Llars Mundet i el Palau de les Heures.

### Palau Desvalls i jardins adjacents

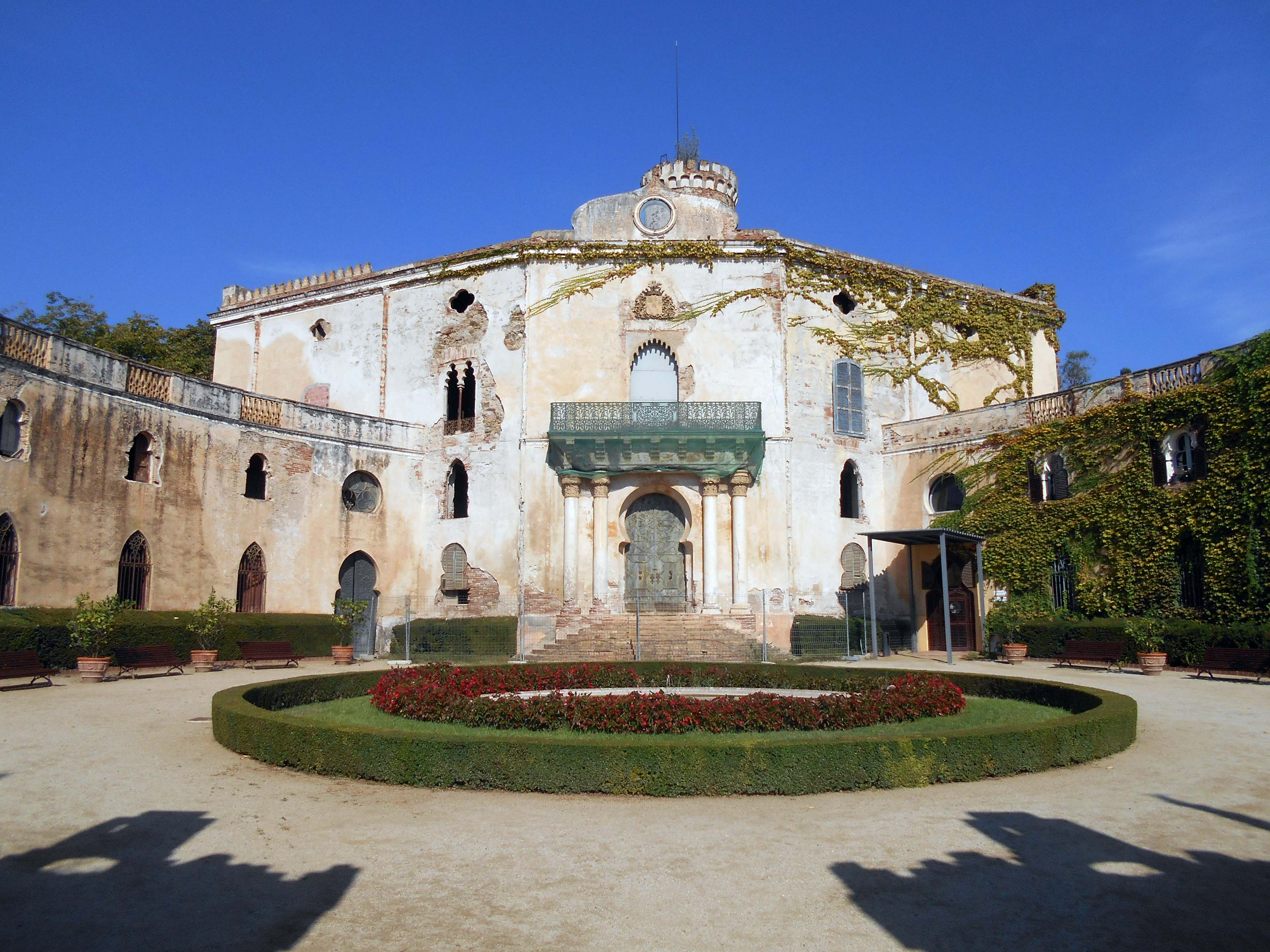
Palau Desvalls

Prop de l'entrada del parc hi ha l'antic palauet de la família Desvalls (també conegut com Can Llupià), un edifici amb elements d'estil neoàrab i neogòtic. Dins d'aquest conjunt es conserva, també, la torre Sobirana, una antiga torre medieval de defensa originària del segle viii. Entre els segles xii i xiv s'hi van construir unes quantes dependències annexes, com una sala amb extrem absidal i una volta anul·lar. La resta de l'edifici va ser construït per Desvalls i els seus hereus. Presenta un cos elevat de tres nivells i dues ales que formen un semicercle. La porta principal té forma d'arc de ferradura, flanquejada per quatre columnes adossades que sostenen una balconada amb una porta polilobulada, sobre la qual hi ha un relleu amb l'escut dels marquesos d'Alfarràs. La coberta té un gablet amb un rellotge circular, amb merlets a banda i banda. L'interior està decorat amb estucs i relleus figurats.
El palau està vorejat per una reixa i mur de cerca que inclou en el seu interior, per la part posterior, els anomenats «jardí domèstic» i el «jardí dels Boixos». El primer, d'estil eclèctic tardoromàntic, també anomenat «jardí de les Magnòlies» —tot i que actualment no hi ha exemplars d'aquestes plantes—, té mostres d'art topiària i plantacions de cedres i camèlies, així com també una font grotesca adossada al mur. En la placeta d'entrada a aquest jardí hi ha un bust de dona decapitat, que va ser vandalitzat el 1999.
El jardí dels Boixos té planta rectangular, amb dos llargs parterres de tanques de boix retallats i dos brolladors d'aigua; al fons, una doble escala condueix al palau. Al costat dels elements vegetals, hi destaquen diversos busts i relleus: hi ha un bust d'home i un altre de dona no identificats iconogràficament; i quatre relleus col·locats en el mur al costat del reixat d'entrada, dos a la part interior (Urà i Els continents) i dos a l'exterior, de cara a la plaça de les Columnes (El rapte d'Europa i El rapte d'Amfítrite).
El relleu d'Els continents representa la deessa Demèter distribuint les races humanes pel globus terraqüi, sobrevolat per la Fama. El d'Urà presenta al déu del cel cobrint amb un mantell Gea, deessa de la terra, en una escena contemplada per Eros, déu de l'amor, que fa la funció de principi còsmic primigeni. El rapte d'Amfítrite presenta aquesta nereida al moment de ser raptada per Posidó, déu del mar, muntat sobre dos cavalls marins. El rapte d'Europa capta el moment en què la filla del rei de Tir és raptada per Zeus en forma de brau.
Al costat del palau, a l'anomenada plaça de la Font del Pelicà, hi ha una font heràldica amb una columna coronada per un gos alat i coronat —símbol de la casa de Llupià—, mentre que a la base es troba la figura d'un pelicà (o cigne). Aquesta plaça dona accés al jardí neoclàssic, que s'organitza en quatre nivells entorn d'un eix longitudinal i una sèrie de camins, terrasses i escales.

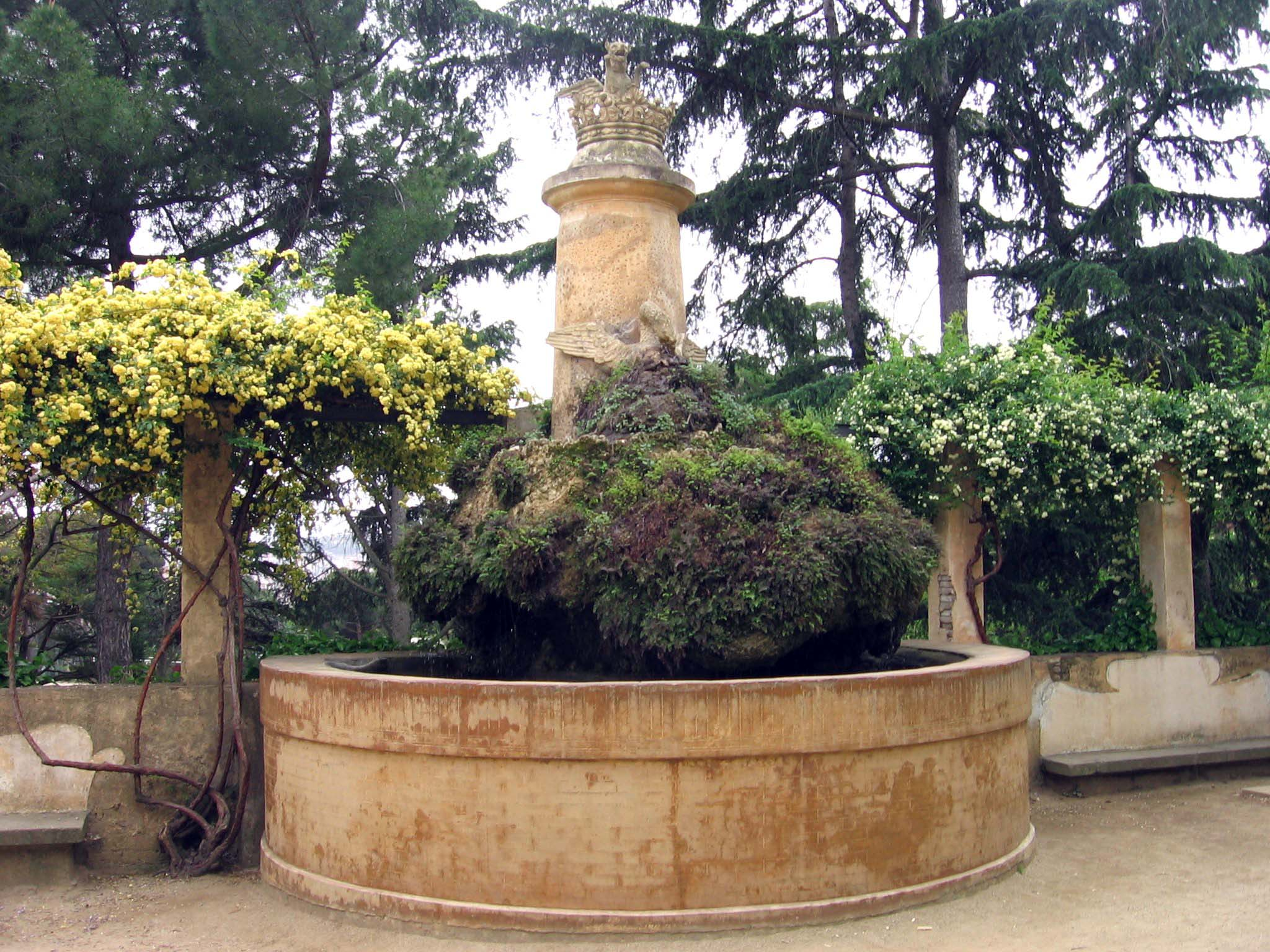
Font del Pelicà
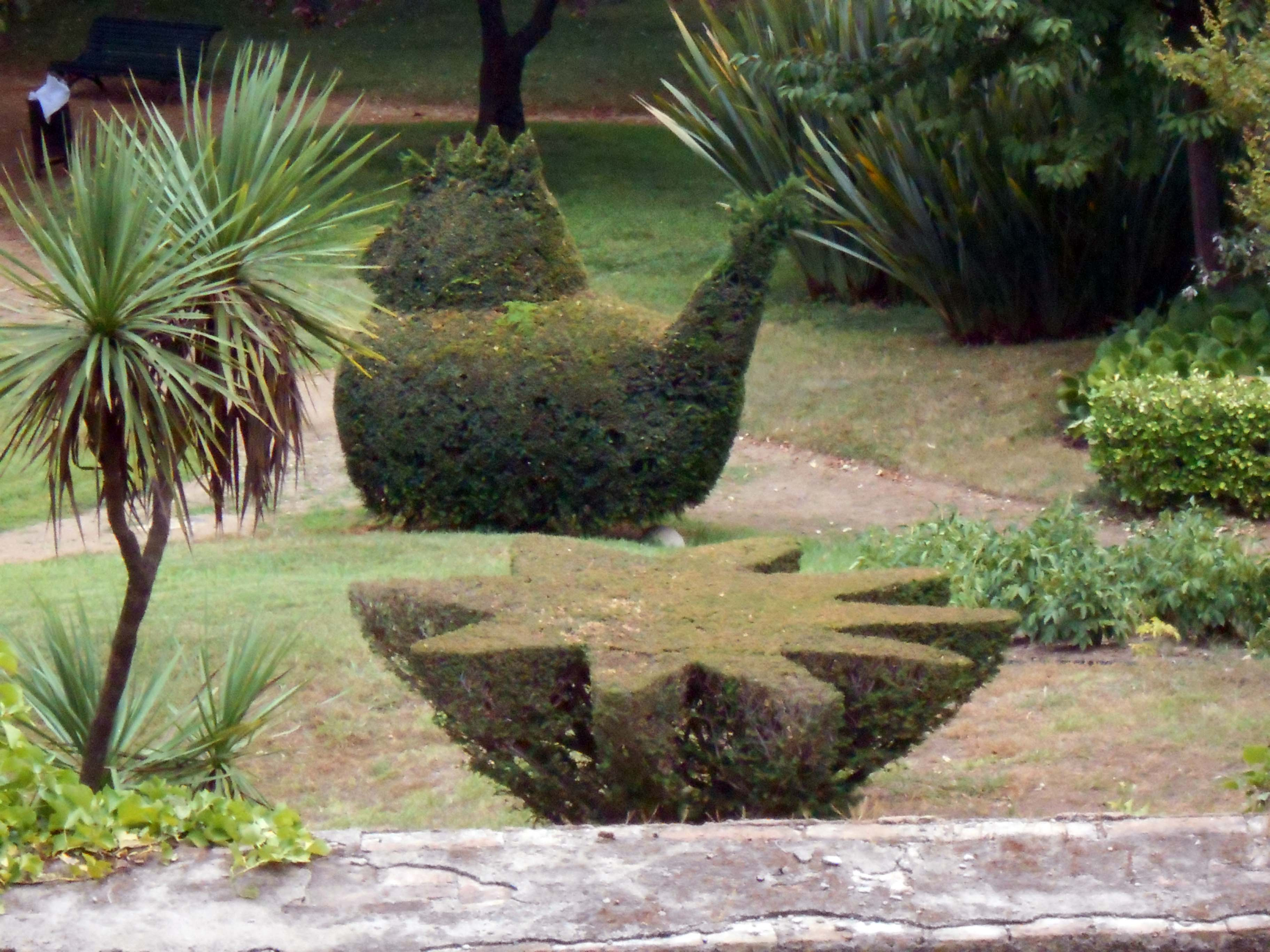
Jardí domèstic
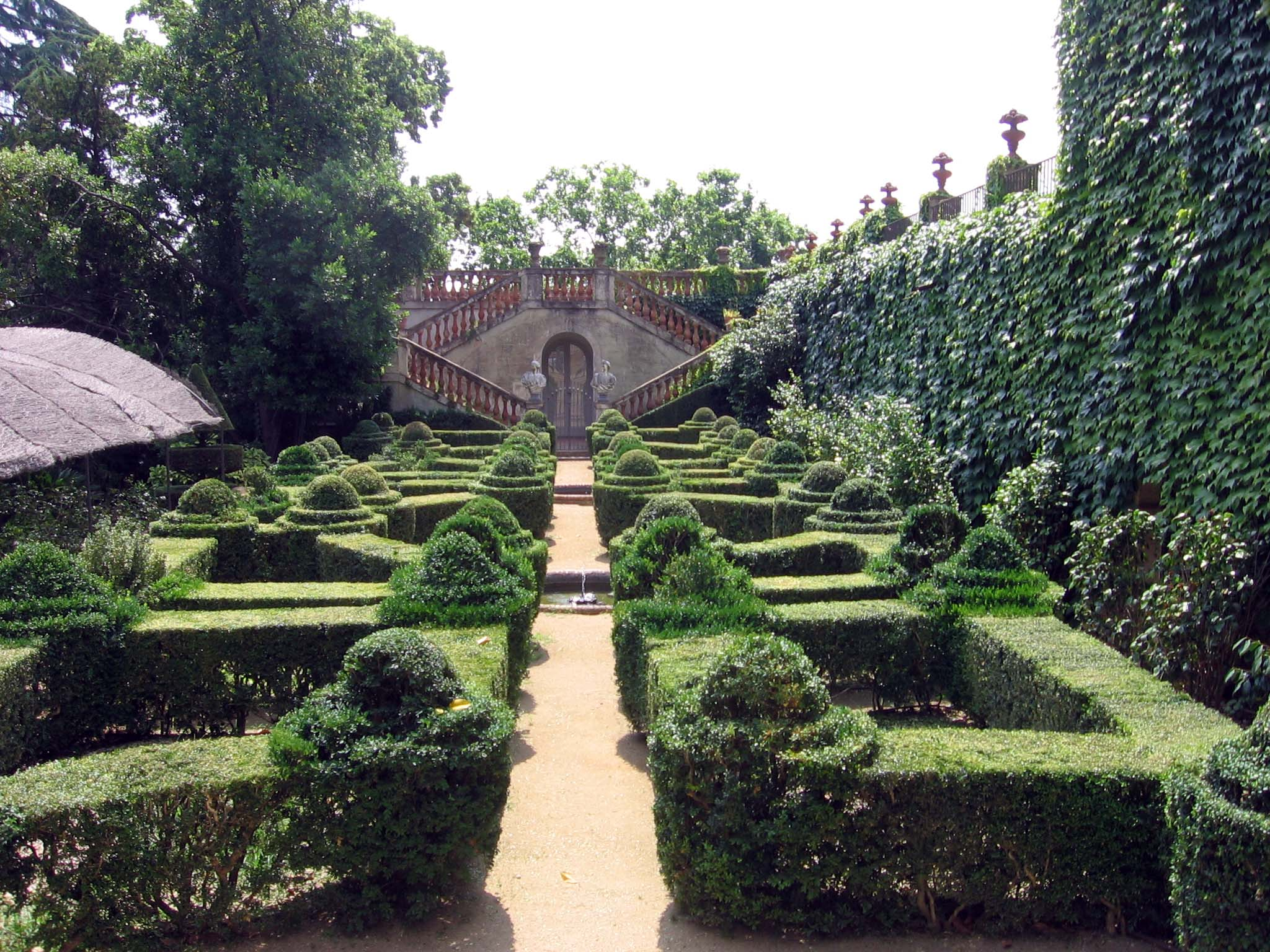
Jardí dels Boixos
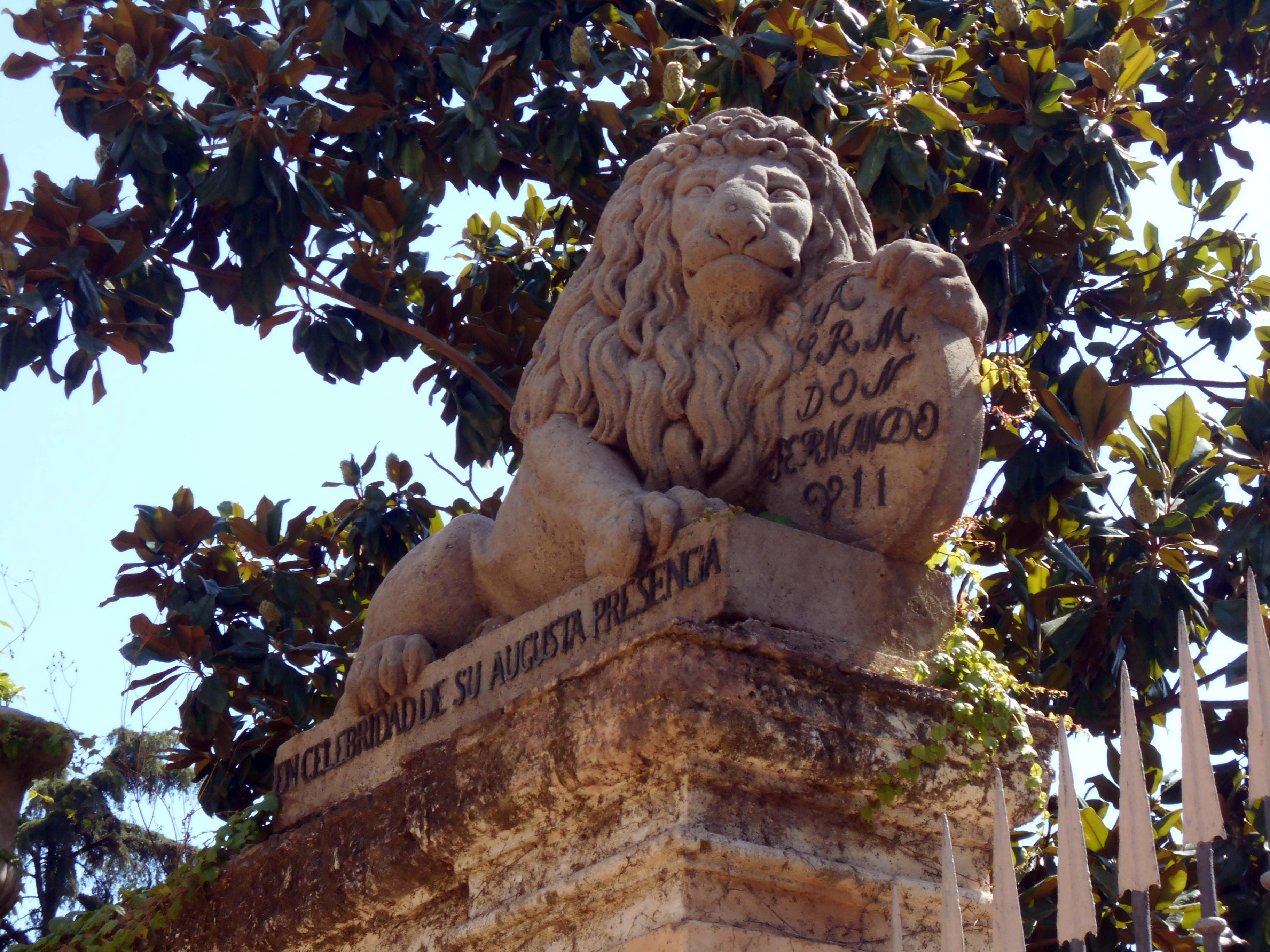
Lleó commemoratiu de la visita de Ferran VII el 1828
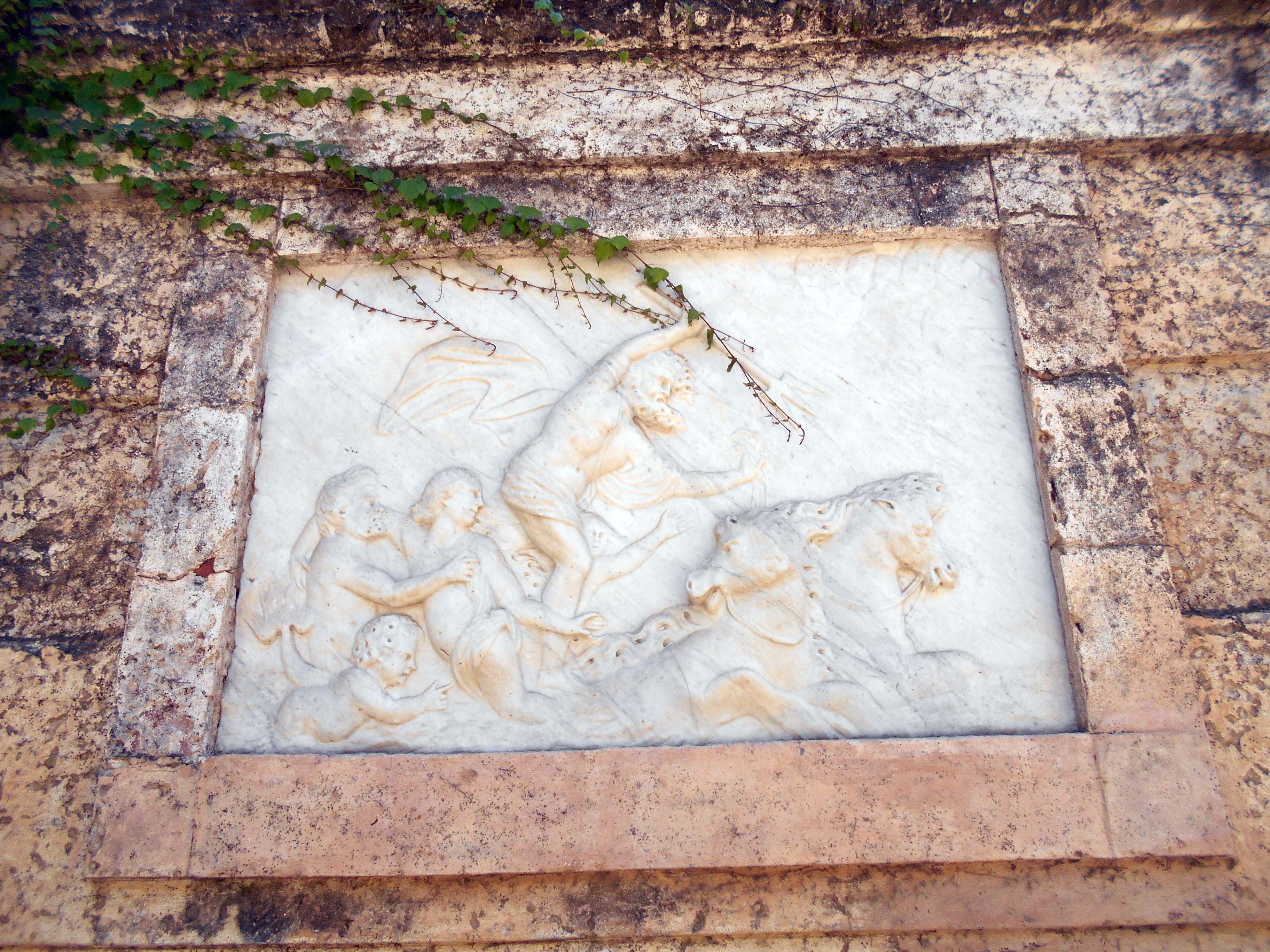
El rapte d'Amfítrite
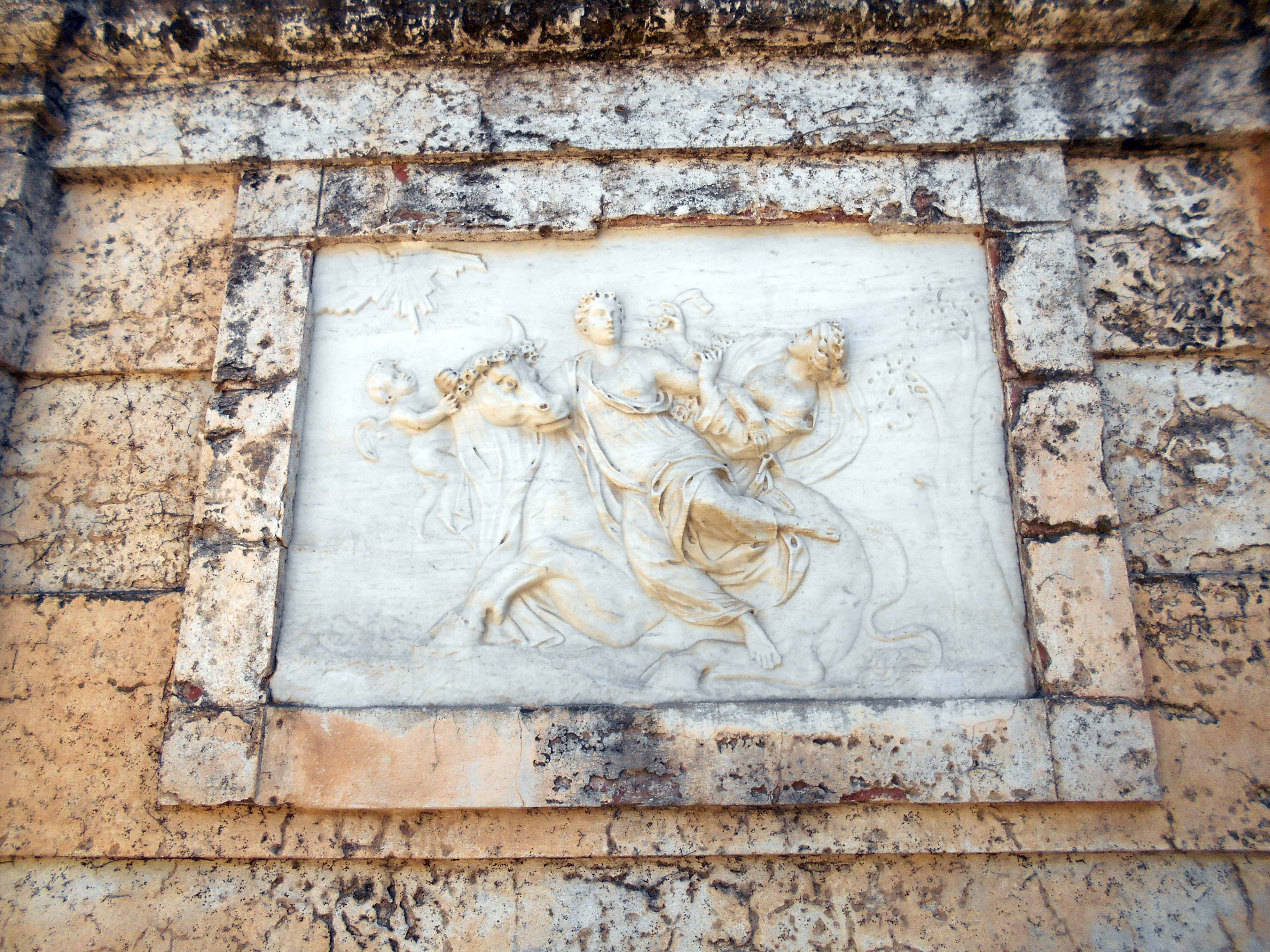
El rapte d'Europa

### Jardí neoclàssic

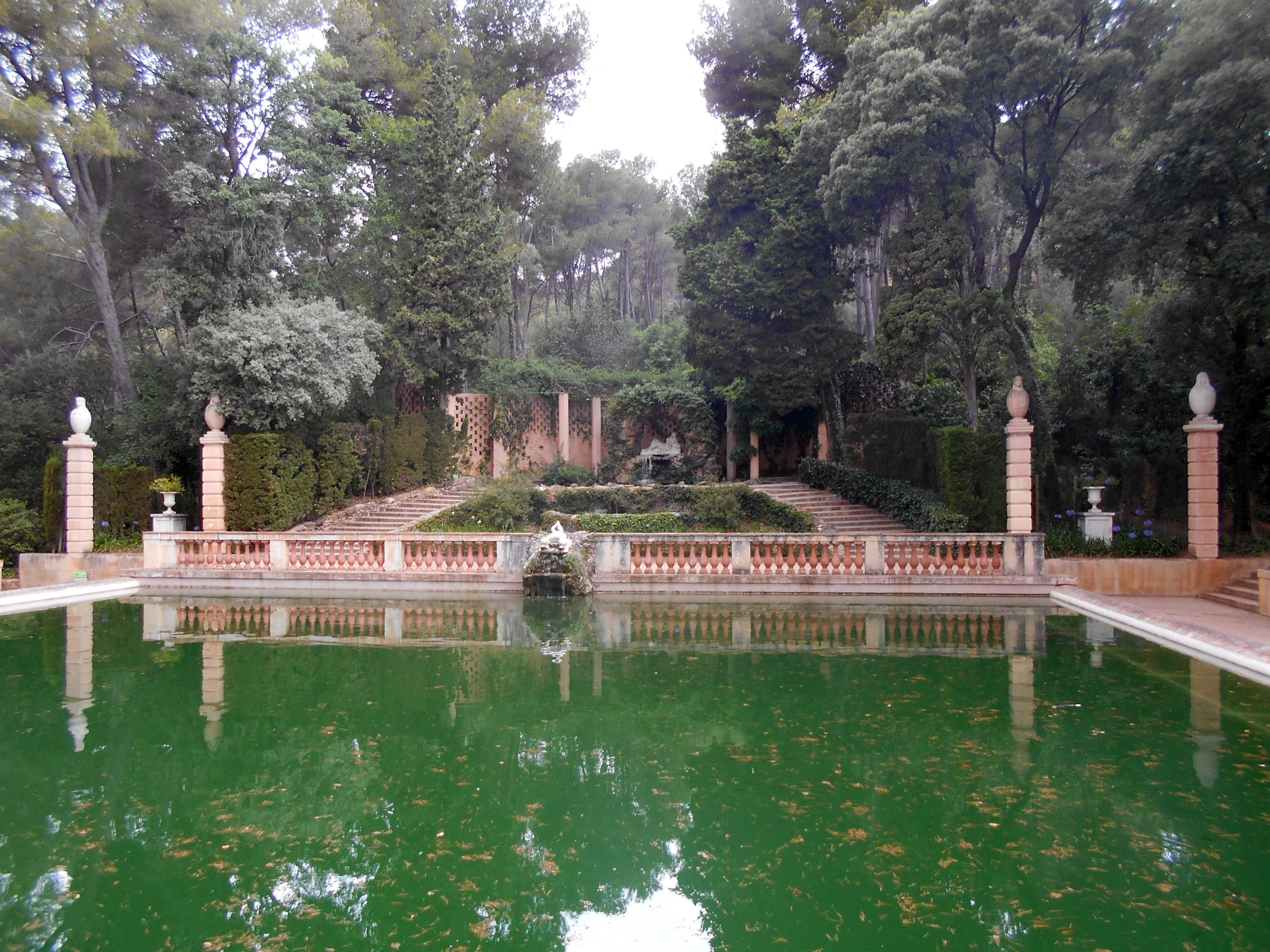
Estany i gruta de la nimfa Egèria al fons

#### Nivells inferiors
Després de passar la plaça de la Font del Pelicà i vorejant encara la reixa del palau, es troba, al costat del reixat d'accés posterior del jardí dels Boixos, la plaça de les Columnes (o dels Lleons), anomenada així per vuit columnes coronades per gerros, disposades en forma d'hemicicle. Aquesta plaça serveix com a distribuïdor del jardí, ja que d'aquí surten cinc camins que recorren tot el parc. En el mur que dona al jardí dels Boixos hi ha dues estàtues de lleons, col·locades amb motiu de la visita de Ferran VII el 1828.
A l'inici del camí de l'esquerra hi ha un bust que representa l'Hivern, en forma d'home barbut amb el cap cobert per una capa. Forma part d'un conjunt dedicat a les quatre estacions, repartit al llarg del parc: la Tardor, en forma de dona madura, es troba en l'anomenat «petit laberint»; i la Primavera i l'Estiu, representats com una dona i un home joves, es troben a l'inici de les escales que condueixen al pavelló de Carles IV.
En la terrassa inferior hi ha el «jardí de les Flors», on es troba un safareig decorat amb un cap de tritó i dos gerros amb petxines incrustades. Entre la vegetació destaca una sequoia que està catalogada d'interès especial, i hi ha uns caminets vorejats per tanques de baixa altura. En aquest nivell hi ha una petita estança que acull una font amb una pica en forma de petxina i un sortidor en forma de mascaró. Unes escales condueixen al següent nivell, on es troba la plaça de Rellotge, anomenada així per una columna que antany feia de rellotge de sol, tot i que se n’han perdut els indicadors situats en el terra. Feta de pedra, la columna fa 4,22 m d'altura.
La plaça del Rellotge serveix de punt intermedi entre el laberint i el «jardí de les Molses», també anomenat «petit laberint» per la forma intricada dels seus camins, que conté un bosquet d'alzines i una gruta de pedra rústica coneguda com a font de la Piràmide, amb un brollador d'aigua en forma de cap de lleó. També hi ha una glorieta amb un bust del rei Mides sobre un pedestal, així com el bust de la Tardor.

#### Laberint i Mirador

Plànol del Laberint. 1: Entrada, 2: Escultura d'Eros, 3: Sortida, 4: Gruta de la nimfa Eco, 5: Templet de Dànae, 6: Templet d'Ariadna, 7: Relleu de Deucalió i Pirra, 8: Relleu de Translació al cel d'una dona estimada per un déu, 9: Plaça del Rellotge de sol

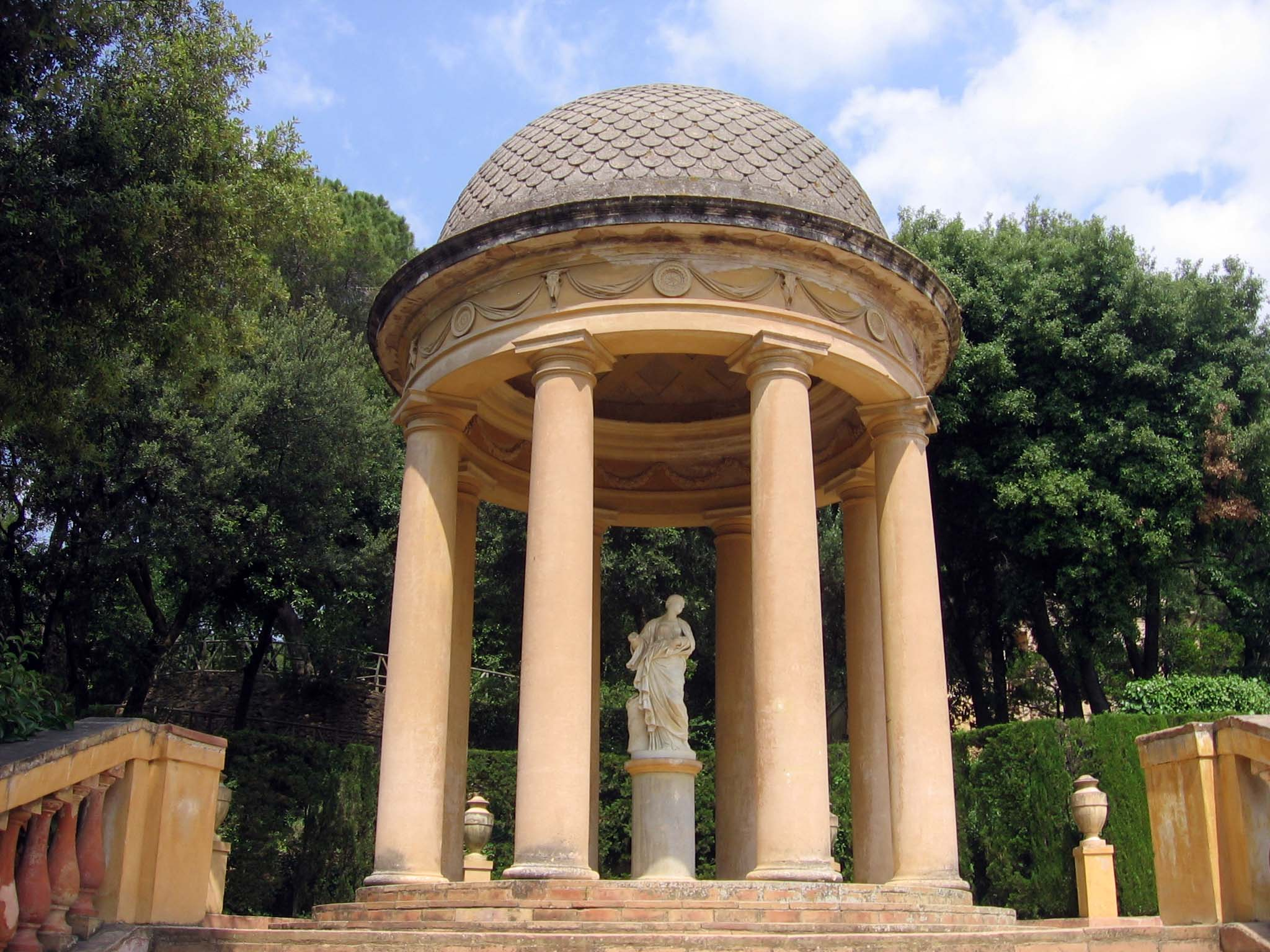
Templet de Dànae

En la part occidental d'aquest nivell hi ha el laberint vegetal que dona nom al parc. Prop de l'entrada hi ha una placa de marbre recordatòria de la visita d'Alfons XIII el 1908. El laberint està format per 750 metres lineals de xiprers retallats, amb una superfície de 45 x 50 m. Té forma trapezoïdal, com una destral doble com la que, segons la tradició, tenia el laberint del Minotaure a Cnossos (Creta). En l'entrada hi ha un relleu en marbre d'Ariadna i Teseu, amb la inscripció «Entra, saldrás sin rodeo, / el laberinto es sencillo, / no es menester el ovillo / que dio Ariadna a Teseo». Al centre del laberint hi ha una plaça vorejada de xiprers retallats en forma d'arc; aquí hi ha una estàtua d'Eros sobre un pedestal, d'1,40 m d'altura, feta de marbre, actualment amb els braços mutilats. En la sortida hi ha un petit estany circular i, excavada en el mur de suport de la següent terrassa, hi ha la gruta d'Eco i Narcís, decorada amb una imatge de la nimfa adossada a la paret del fons, feta de terracota —Narcís no hi és present, tot i que podria figurar simbòlicament en l'estany, en al·lusió al mite del jove que es va enamorar de si mateix en veure la seva imatge reflectida en l'aigua. La gruta, que recorda els nimfeus romans, conté la inscripció «De un ardiente frenesí / Eco y Narciso abrazados, / fallecen enamorados, / ella de él y él de sí».
Segons Federico Revilla, el laberint reflecteix les idees cortesanes divuitesques relatives a la galanteria i els jocs eròtics —propiciats en perdre's les parelles en el laberint—, que trasllueixen en el fons una visió escèptica sobre l'amor. El disseny va partir probablement dels giardini d'amore italians, d'origen renaixentista, que plantejaven uns recorreguts de contingut simbòlic, relatius als misteris iniciàtics. A Horta aquesta iniciació començaria a la plaça dels Lleons i el seu recorregut faria al·lusió a tres conceptes: creació, amor i mort, manifestats en els relleus de marbre del conjunt. Aquesta simbologia fa pensar possiblement en l'adscripció maçònica del marquès i, probablement, de l'arquitecte italià Bagutti.
En un altre nivell, que s'alça sobre el laberint, es troba el Mirador o Belvedere, on destaquen dos templets d'estil italià amb columnes toscanes i estàtues de Dànae i Ariadna. La figura de Dànae és de marbre, de 1,71 m d'altura; porta una borsa de monedes, que podria al·ludir a la pluja d'or en què es va transformar Zeus per seduir-la. La d'Ariadna és igualment de marbre i fa 1,68 m d'altura; i porta una copa de vi, en al·lusió probablement a Dionís, qui la va cortejar després de ser abandonada per Teseu.
Al costat d'aquests templets hi ha dos petits estanys decorats amb relleus, dedicats a Deucalió i Pirra i Translació al cel d'una dona estimada per un déu, així com quatre busts —un dels quals escapçat—, dos d'home i dos de dona, no identificats. El relleu de Deucalió i Pirra fa al·lusió al diluvi, ja que van ser els triats per repoblar la terra; s’hi mostren els dos personatges recollint pedres que es convertiran en els seus fills, sobre un fons amb un paisatge i un temple dedicat a Diana. Translació al cel d'una dona estimada per un déu representa probablement la salvació de l'ànima de Dido després de matar-se pel seu amor a Enees. Apareixen dues dones sobre un núvol, una de les quals alada i una altra amb una fletxa, mentre dos putti s'arrapen a les cames de la figura alada. Aquesta última podria ser Iris, la personificació de l'arc de Sant Martí, representada habitualment amb ales i caduceu, tot i que també s'ha suggerit la seva identificació amb Io, Sèmele o Afrodita.

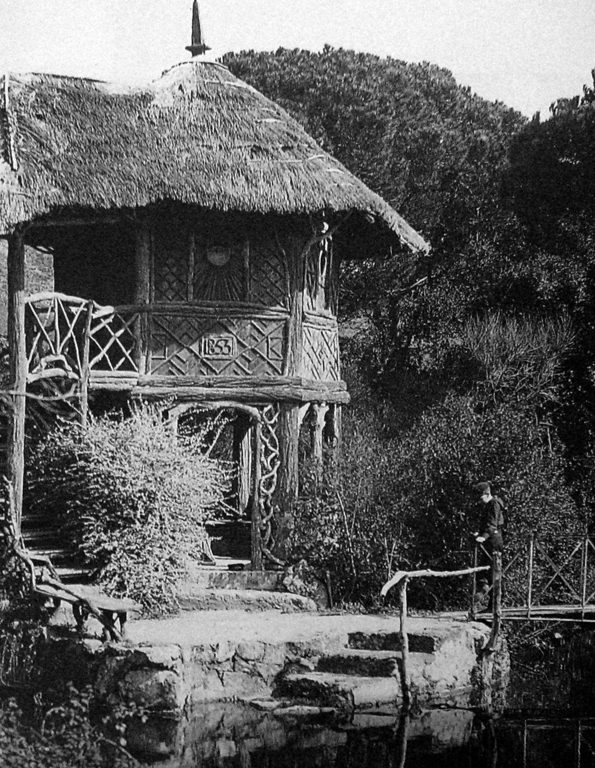
Cabanya de l'illa de l'Amor

Entre aquest nivell i la terrassa superior transcorre el «canal romàntic», un llarg canal de 3 m de profunditat antigament navegable, traçat per Elies Rogent el 1853. Inclou en la part oriental del canal l'anomenada «illa de l'Amor», a la qual s'accedeix per un pont de ferro, que antany acollia una cabana de fusta, avui dia desapareguda, inspirada probablement en la casa del Pescador del parc del Retiro de Madrid.

#### Nivell superior
En el nivell superior s'aixeca el pavelló de Carles IV, d'estil neoclàssic i aire italianitzant, que evoca lleugerament la Villa Capra de Palladio. Va ser construït el 1794 per Domenico Bagutti. A la base del mur d'aquest pavelló hi ha una làpida de marbre amb una inscripció al·lusiva a la visita de Carles IV el 1802. El pavelló està coronat per una escultura que representa L'Art i la Natura, de 1,82 m d'altura i feta de marbre, en la base de la qual hi ha dues inscripcions en llatí (una a cada costat): ARTIS NATURAQUE PARIT CONCORDIA PULCHRUM («l'harmonia de l'art i la natura engendra bellesa») i ARS CONCORS FOETUM NATURAE MATRIS ALUMBRAT («l'art harmoniós dona llum al fruit de la mare naturalesa»). Antigament hi havia unes altres dues inscripcions avui dia desaparegudes: NOSTRA NEQUE ERUBUIT SILVAS HABITARE THALIA («la nostra Talia tampoc no es va avergonyir de viure en el bosc») i O NULLO TURBATA DOLO PAX HOSPITA RURIS («oh, pau acollidora del camp, no pertorbada per cap engany»).

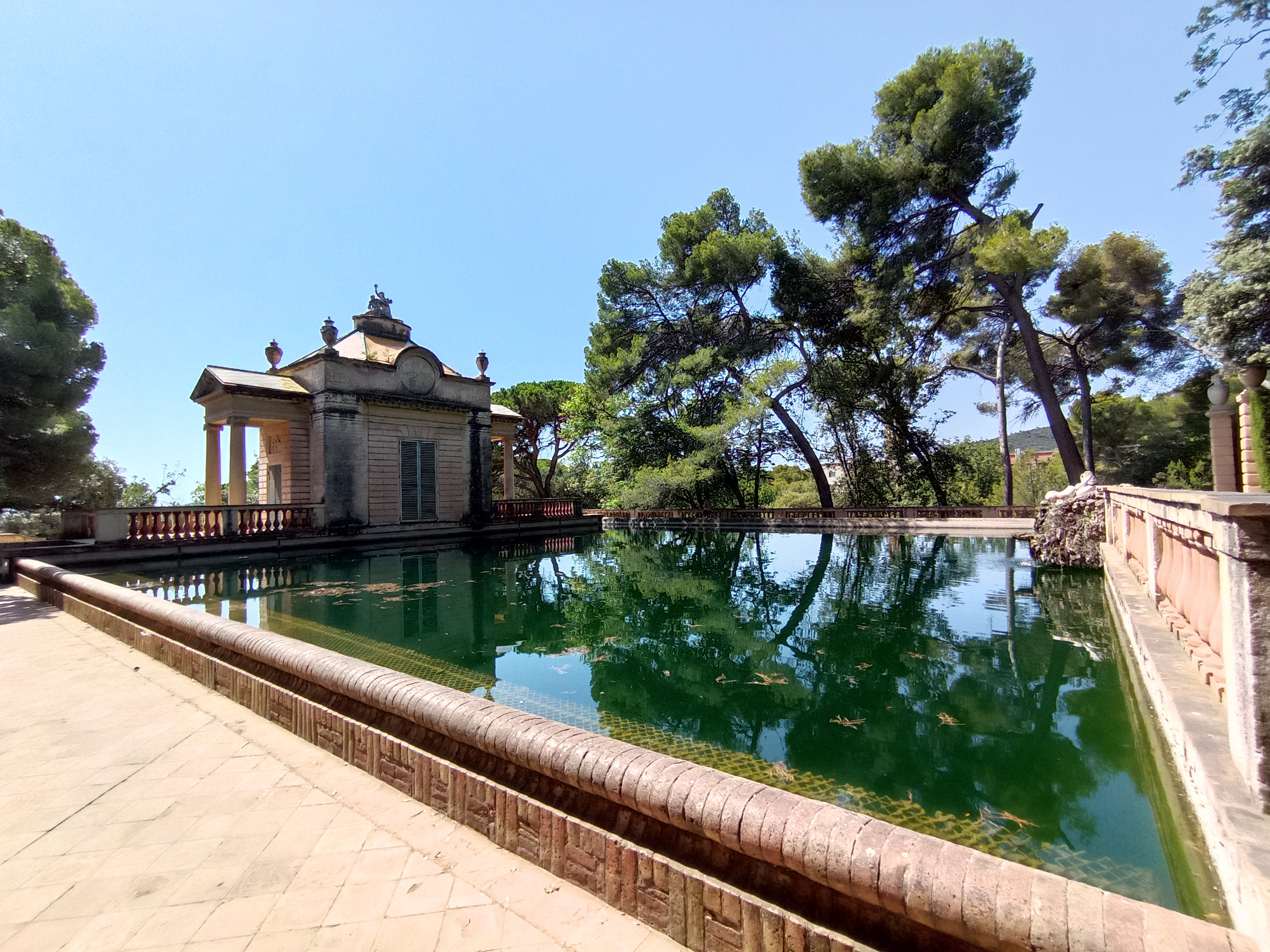
Estany i pavelló de Carles IV

El pavelló té dues portes laterals i altres dues en forma de balconada en la part frontal i posterior, a l'estil dels folies divuitescos. Les portes laterals tenen dos relleus de terracota, un dedicat a les arts i un altre a les ciències, mentre que a l'interior n’hi ha uns altres dos d'escaiola, al·lusius a la guerra i la pau. Els dos primers al·ludeixen a les qualitats intel·lectuals del marquès, mentre que els altres dos fan referència a les seves virtuts morals. El de les arts presenta Clio, musa de la història, acompanyada d'una esfinx i una figura alada, com a representació simbòlica de l'apoteosi del marquès, segons precedents romans. El de les ciències presenta Urània, musa de l'astronomia, assenyalant un globus terraqüi amb un compàs, acompanyada de Cal·líope i Euterpe i una altra musa no identificada, mentre que un carro lunar en la part superior podria al·ludir a Mnemòsine, mare de les muses. Els dos de l'interior fan referència a dos moments de la vida del marquès: quan el Consell de la ciutat va demanar la seva ajuda en temps de crisi i quan li va ser ofert un càrrec militar durant l'ocupació napoleònica.
En la decoració interior destacava un retrat del marquès avui dia desaparegut, així com un fris al·lusiu a Apol·lo i les muses, amb relleus d'escaiola amb els noms d'aquests personatges i diverses virtuts que al·ludien a la personalitat del marquès:
| « | CONSTANCIA-GENIO-PRUDENCIA-TEMPLANZA URANIA-ASTROLOGÍA MNEMÓSINE-MADRE DE LAS MUSAS POLYMNIA-GESTOS Y BAILES ERATO-VERSO AMATORIO E HYMNOS CLIO-HISTORIA APOLO-PRÍNCIPE DE LAS MUSAS CALLIOPE-VERSO HEROICO THALIA-COMEDIAS Y AGRICULTURA MELPÓMENE-TRAGEDIA TERPSÍCORE-CHITARA Y DANZAS EUTERPE-CANTO DE LA FLAUTA | » |

Al costat del pavelló hi ha un safareig amb peixos, de forma quadrangular, amb una escultura de dos dofins amb les cues entrellaçades, que llencen aigua per la boca. Són fets de marbre sobre una base de rocalla. Aquí es troba una làpida de marbre amb una inscripció llatina que fa referència a l'any de construcció: HOC TERRAE SITIENTI MARCHIO RUBIS DELICIARUM AMATOR AUXILIUM PARAVIT. A.D. MDCCLXXXXIV («el marquès, amant de les delícies del camp, va preparar aquesta ajuda a la terra assedegada, any del Senyor 1794»).
Darrere del safareig hi ha la gruta de la nimfa Egèria —una de les nàiades, habitants de fonts, rius i llacs—, construïda per Bagutti el 1804. Presenta dos nivells amb escales a cada costat i dos estanys circulars amb brolladors d'aigua. A l'estany superior un hemicicle format per un mur i sis columnes amb pèrgola allotja la gruta amb l'estàtua de la nimfa, de marbre blanc, que és atribuïda al mateix Bagutti. El conjunt està inspirat possiblement en la gruta de Stowe (Buckinghamshire, Regne Unit), o bé en la de Stourhead House (Wiltshire), que té una escultura d'una nimfa dormint similar a aquesta. Al costat de les escales que donen accés a aquesta gruta hi ha quatre columnes exemptes coronades amb els anomenats «vigilants», unes curioses estàtues amb cos en forma d'ou i cap humà, de possible inspiració en els vasos canopis egipcis.
Tant la gruta com el safareig, el canal, la cascada i altres elements aqüífers del parc estan assortits per tres fonts naturals situades de tal manera que vessen a dalt, a la zona boscosa del parc: són les fonts del Garrofer, del Ferro i de la Marquesa.

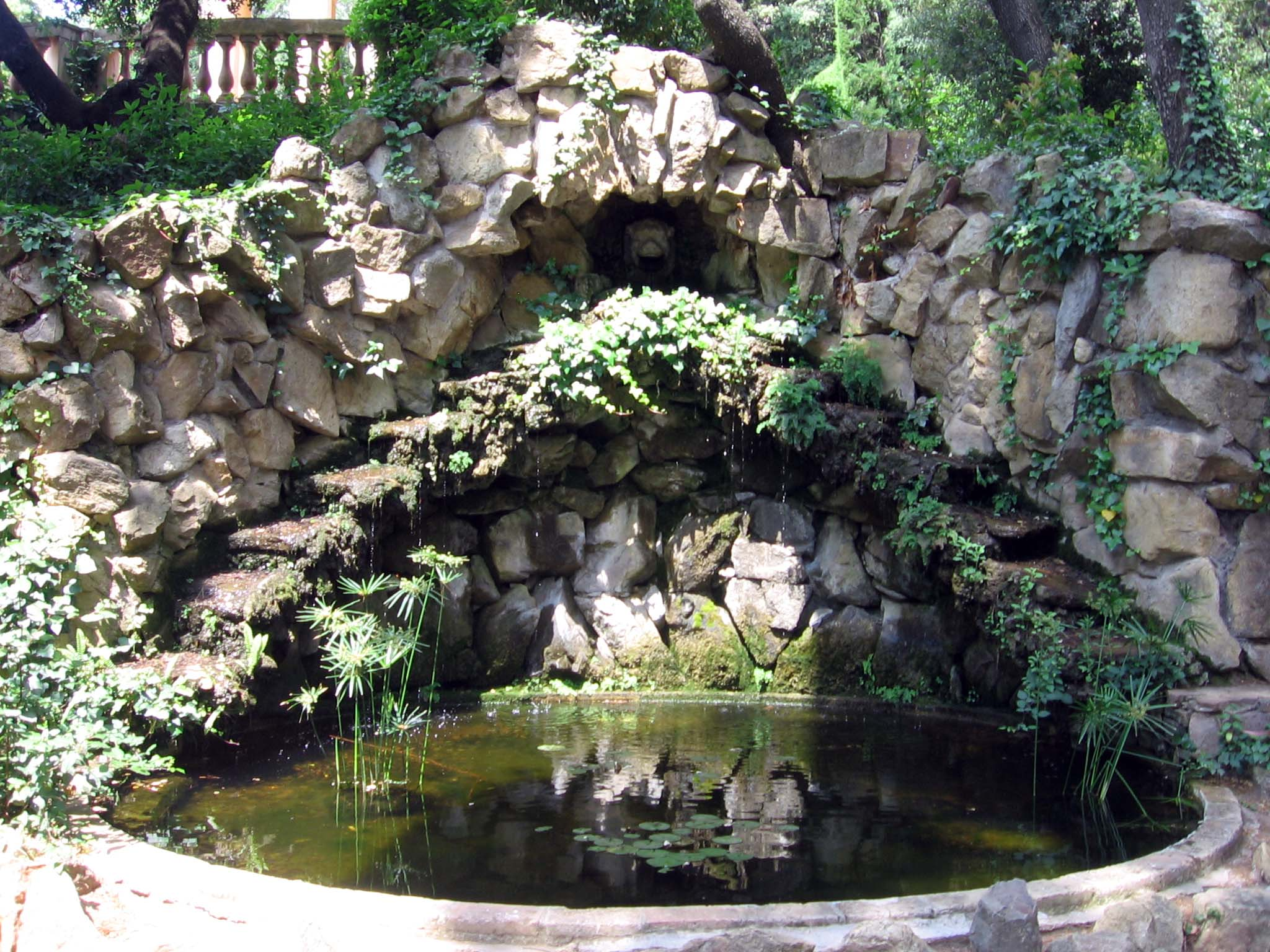
Font de la Piràmide
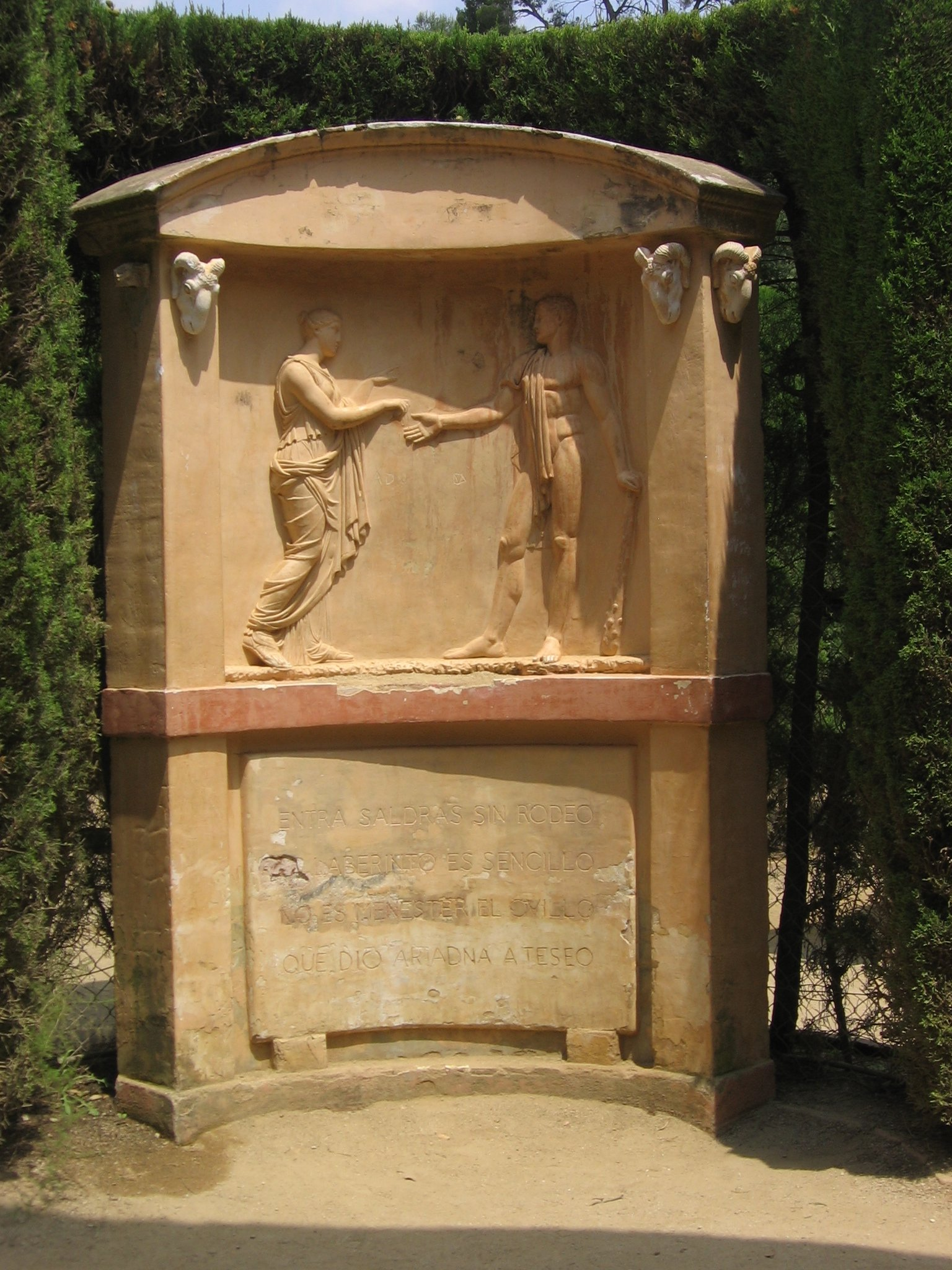
Relleu d'Ariadna i Teseu
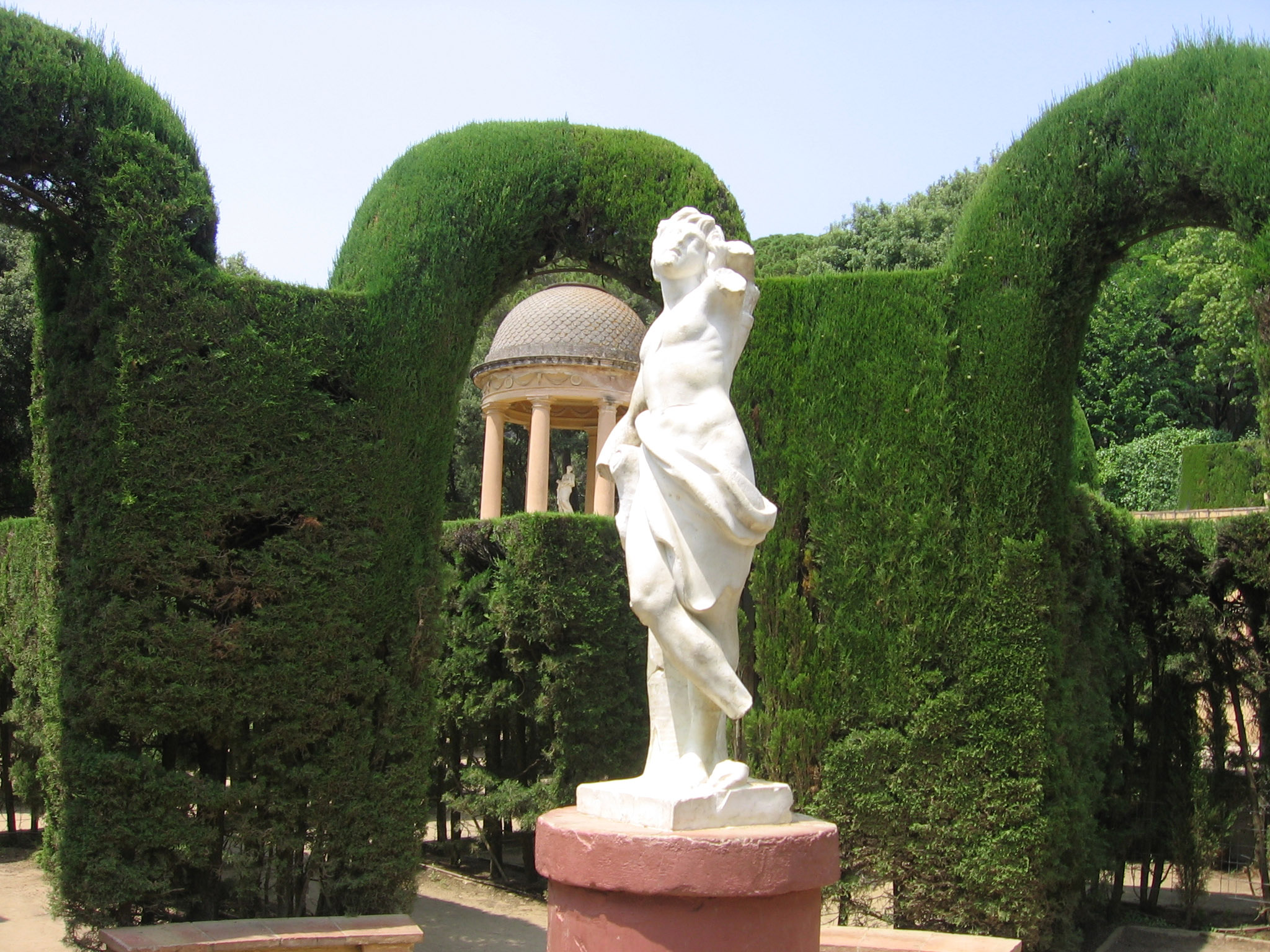
Estàtua d'Eros al centre del laberint
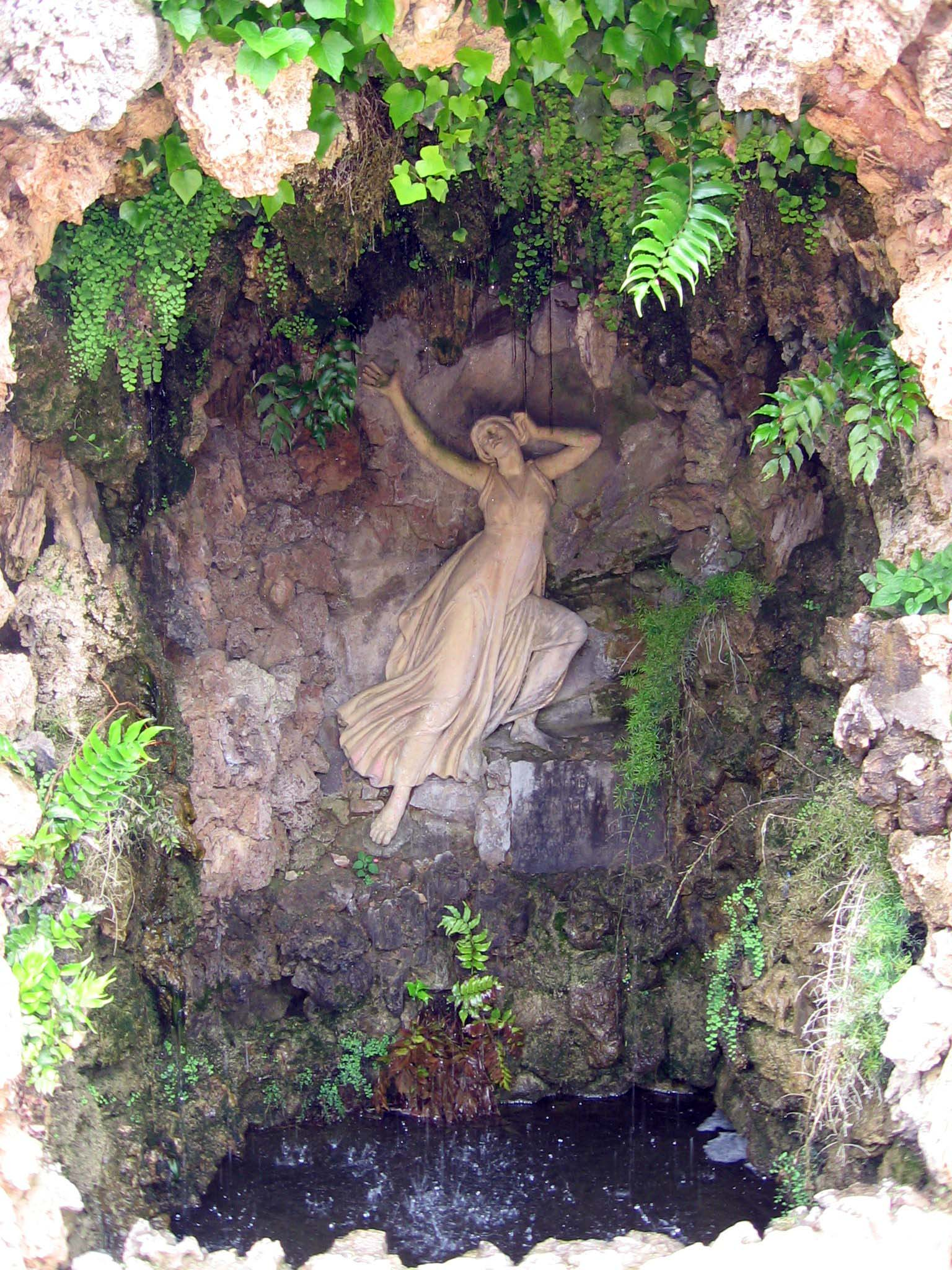
Gruta d'Eco i Narcís
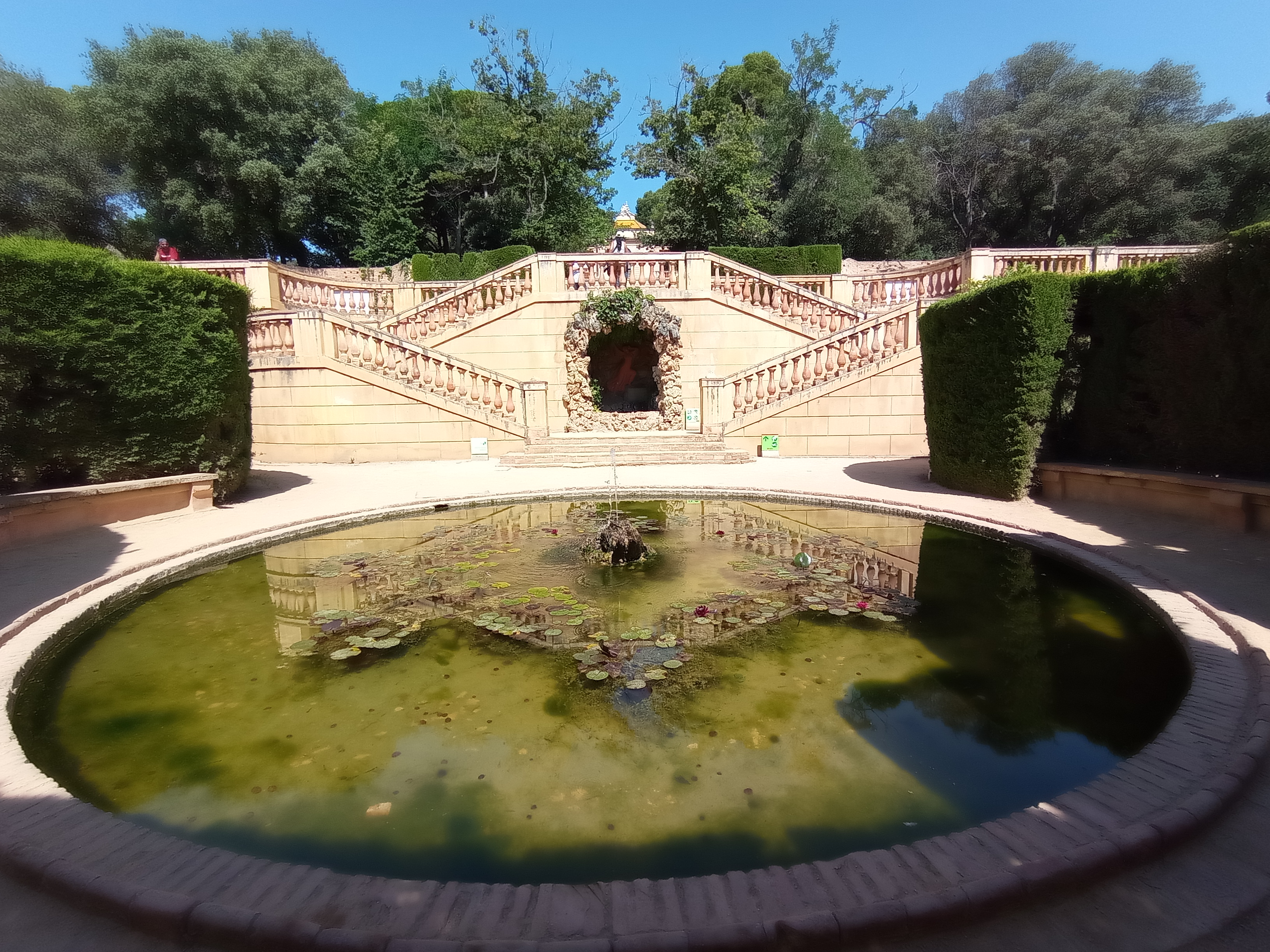
Escalinata del Belvedere
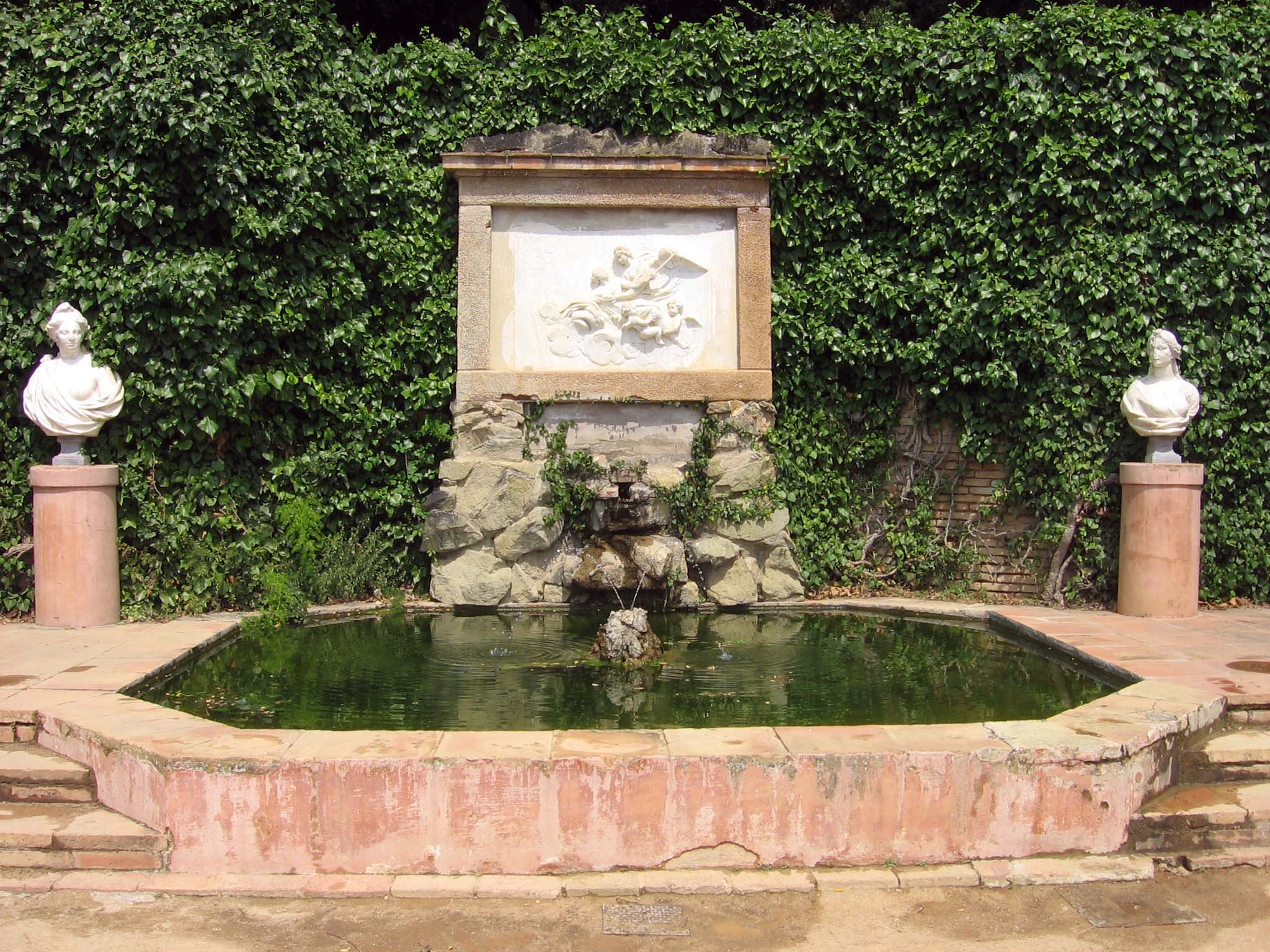
Estany amb busts i relleu de Translació al cel d'una dona estimada per un déu
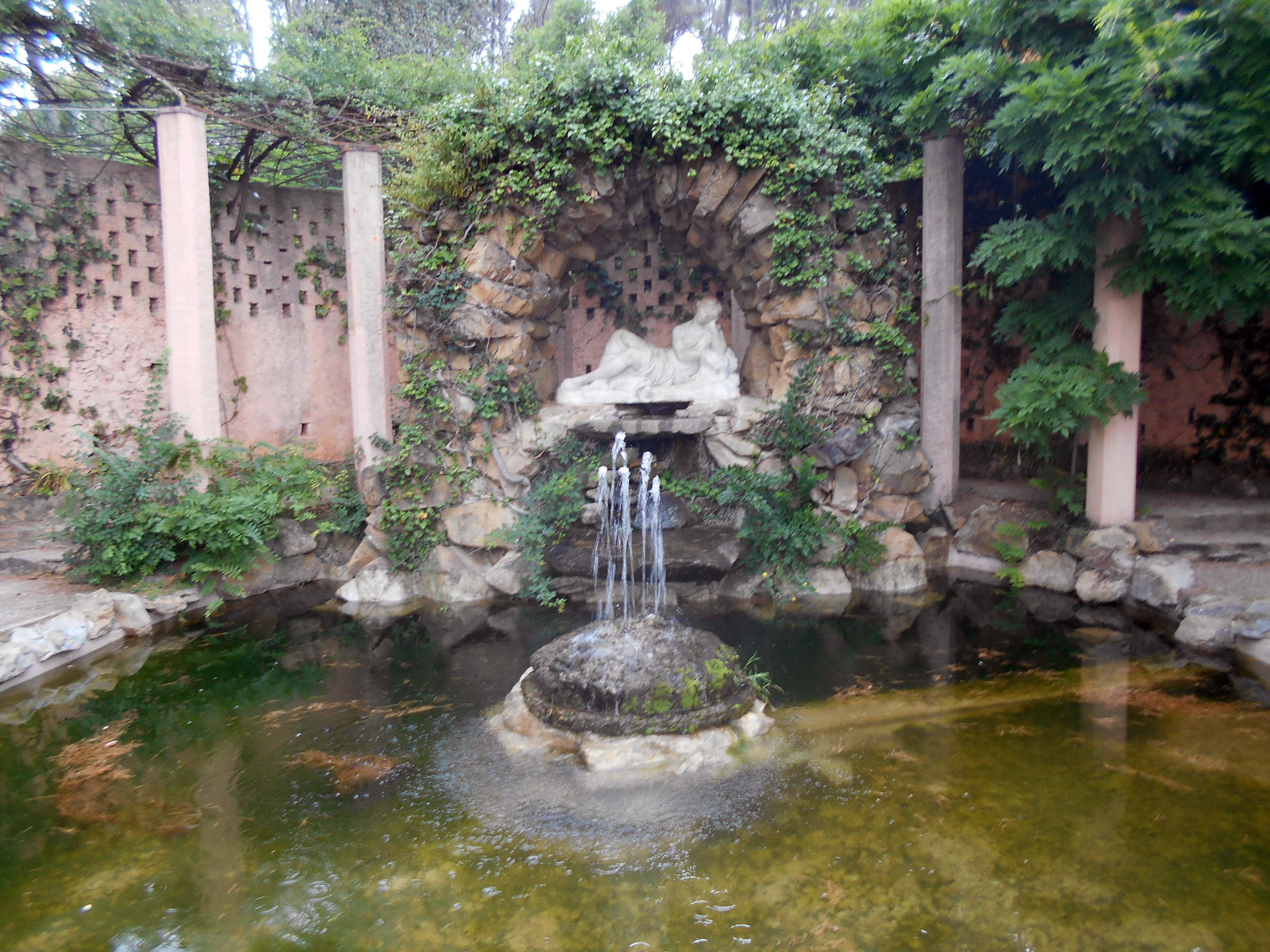
Gruta de la nimfa Egèria

### Jardí romàntic

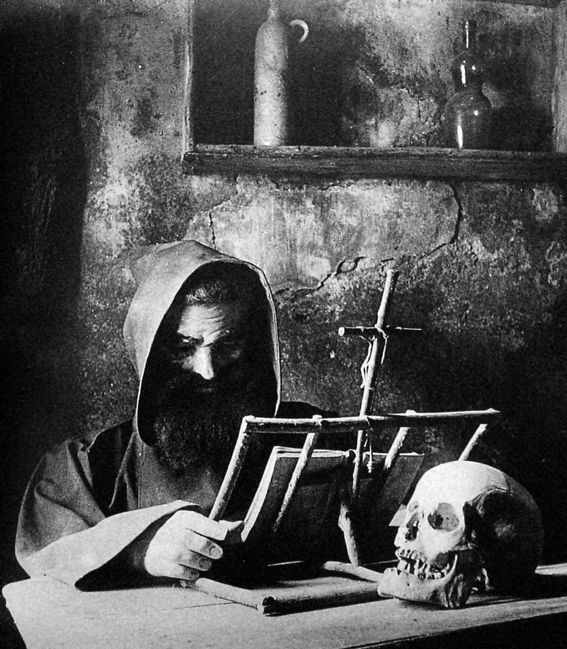
Autòmat de la «cabanya de l'ermità»

En la part occidental del parc es troba el jardí romàntic —ocupat antigament per una horta—, separat del neoclàssic per un camí que transcorre per un tàlveg. En la part central d'aquest camí hi ha una font grotesca, d'estil renaixentista, amb forma de doble arc de mig punt i tres tasses escalonades, sobre les quals hi ha una escultura d'un peix que aboca l'aigua, molt desdibuixat avui dia pel dipòsit de sediments calcaris i la molsa. Al final del camí, a la zona adjacent amb el bosc, es troba una cascada, amb una placa dedicatòria «a Maria Rosa Moreno, historiadora dels jardins i el laberint d'Horta, 1939-1995». D'aquí sorgeix una riera que cobreix tota el límit del jardí, englobant en el seu interior una sèrie de parterres i estanys amb plantes aquàtiques, a l'ombra de grans arbres perennes que atorguen a aquesta zona un ambient ombrívol.
De l'antic disseny només es conserven alguns vestigis, però sembla que el jardí romàntic va ser construït per al·ludir al tema de la mort —hi havia una rèplica d'un petit cementiri medieval, avui desaparegut—, mentre que el jardí neoclàssic gira entorn del tema de l'amor. Del cementiri queden algunes restes com capitells i làpides, alineats avui dia com a elements decoratius en una de les parets del jardí. En aquest fals cementiri hi havia una «cabanya de l'ermità» que albergava un autòmat caracteritzat com un monjo (anomenat «pare Fèlix») que consultava una calavera. Al costat d'aquesta cabanya hi ha una fornícula amb un amoret i la inscripció «Exvoto». També hi havia una «cabanya del pagès», amb una figura de grandària natural (el «masover Bartomeu») amb un joc de claus a la mà.
La part baixa del jardí romàntic albergava antigament un «jardí oriental» avui desaparegut, un dels accessos del qual era una «porta xinesa» que encara es conserva prop de l'entrada del parc i que dona a una terrassa de parterres geomètrics i un petit estany circular amb brollador d'aigua, formulats en la restauració efectuada el 1994.

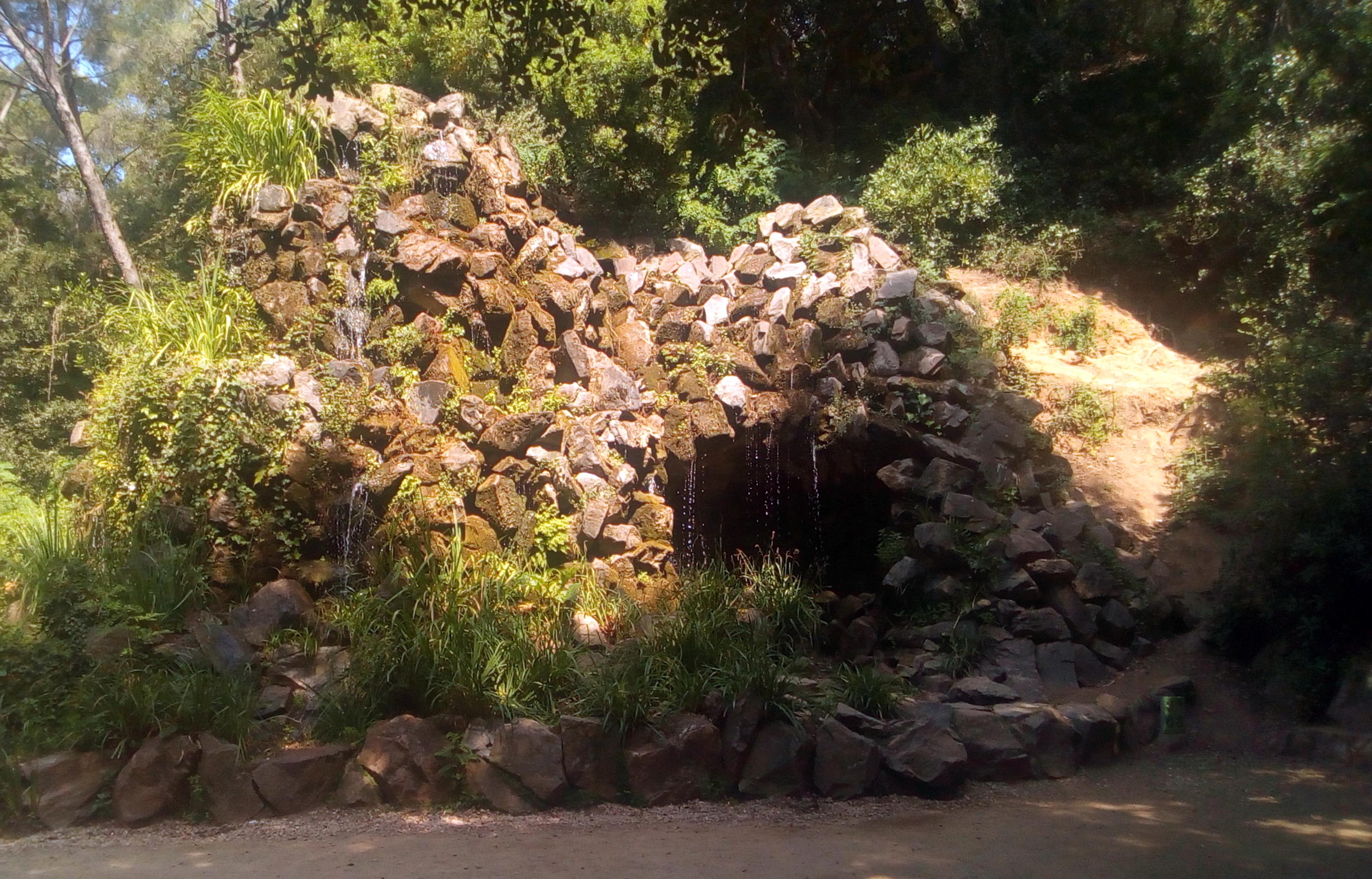
Cascada
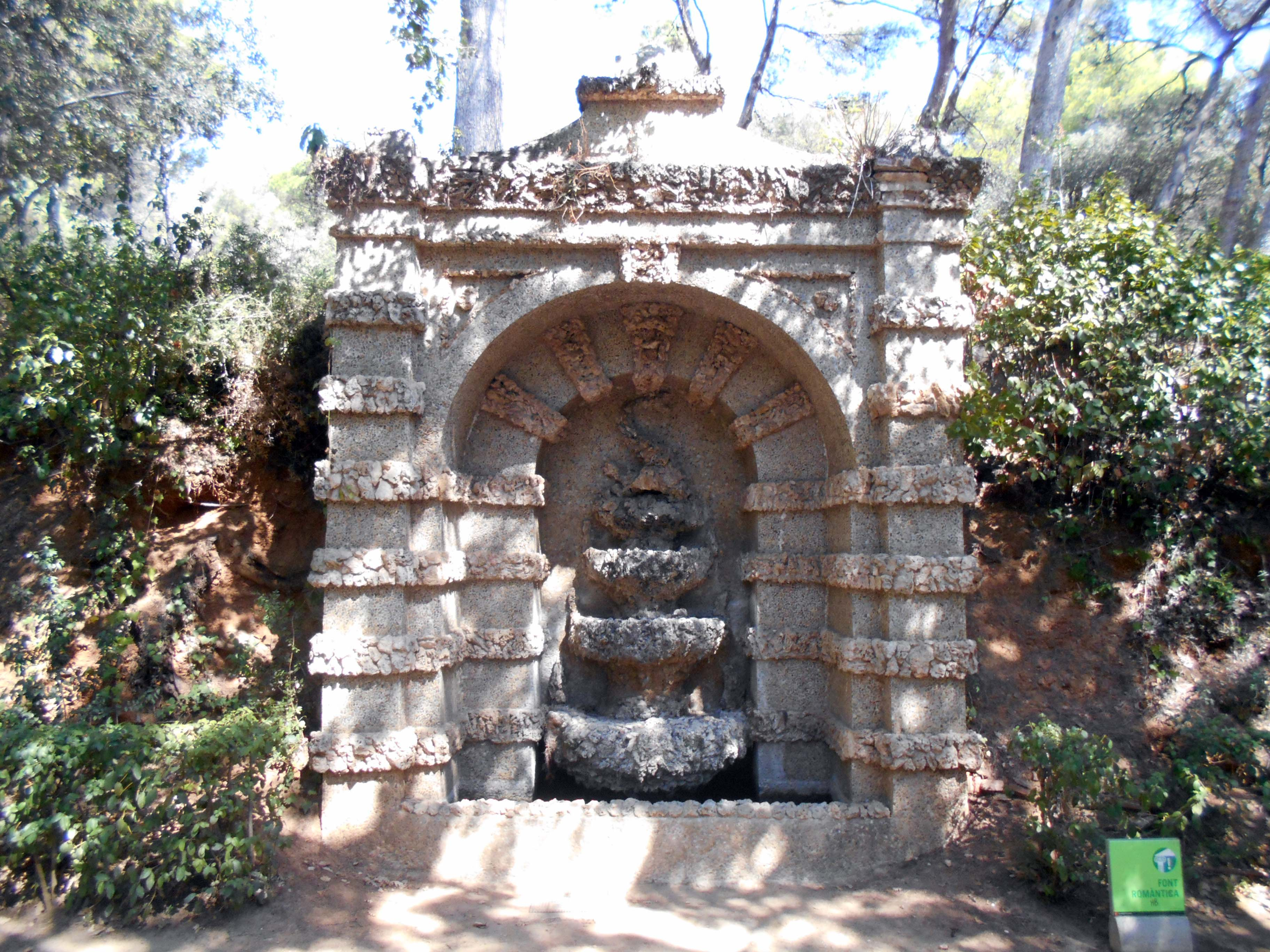
Font grutesca
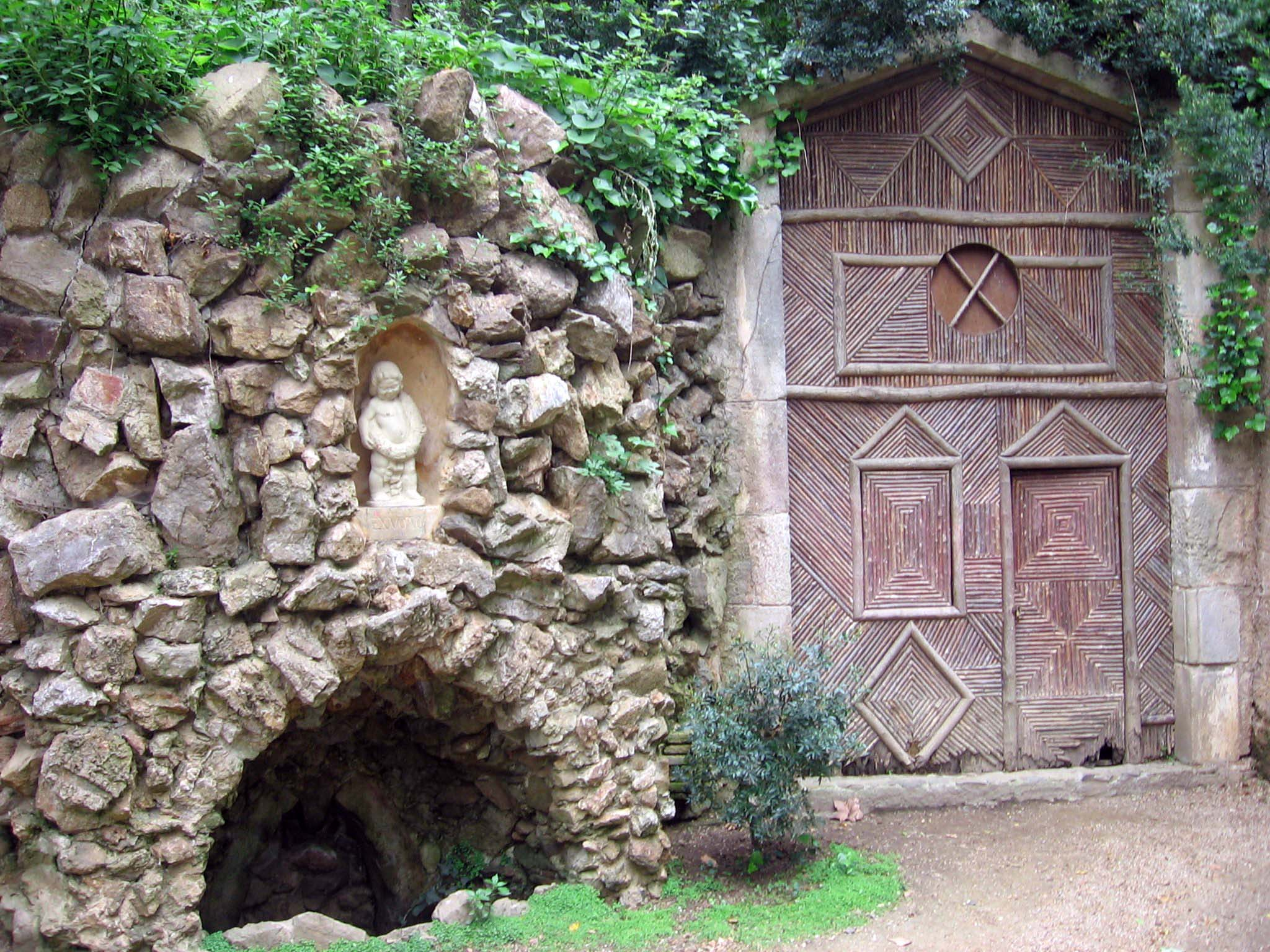
Exvot (a l'esquerra) i cabanya de l'ermità
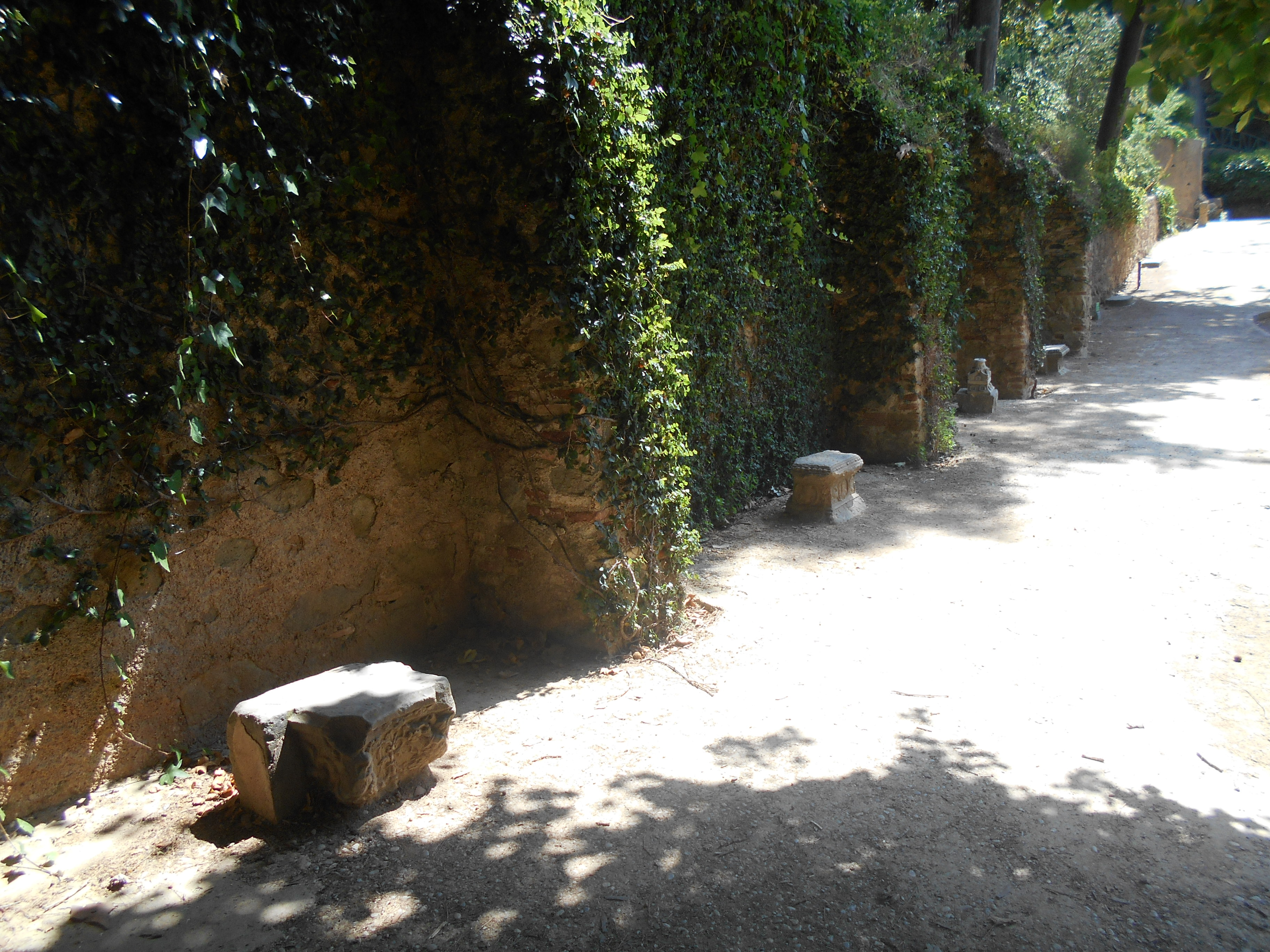
Restes del fals cementeri
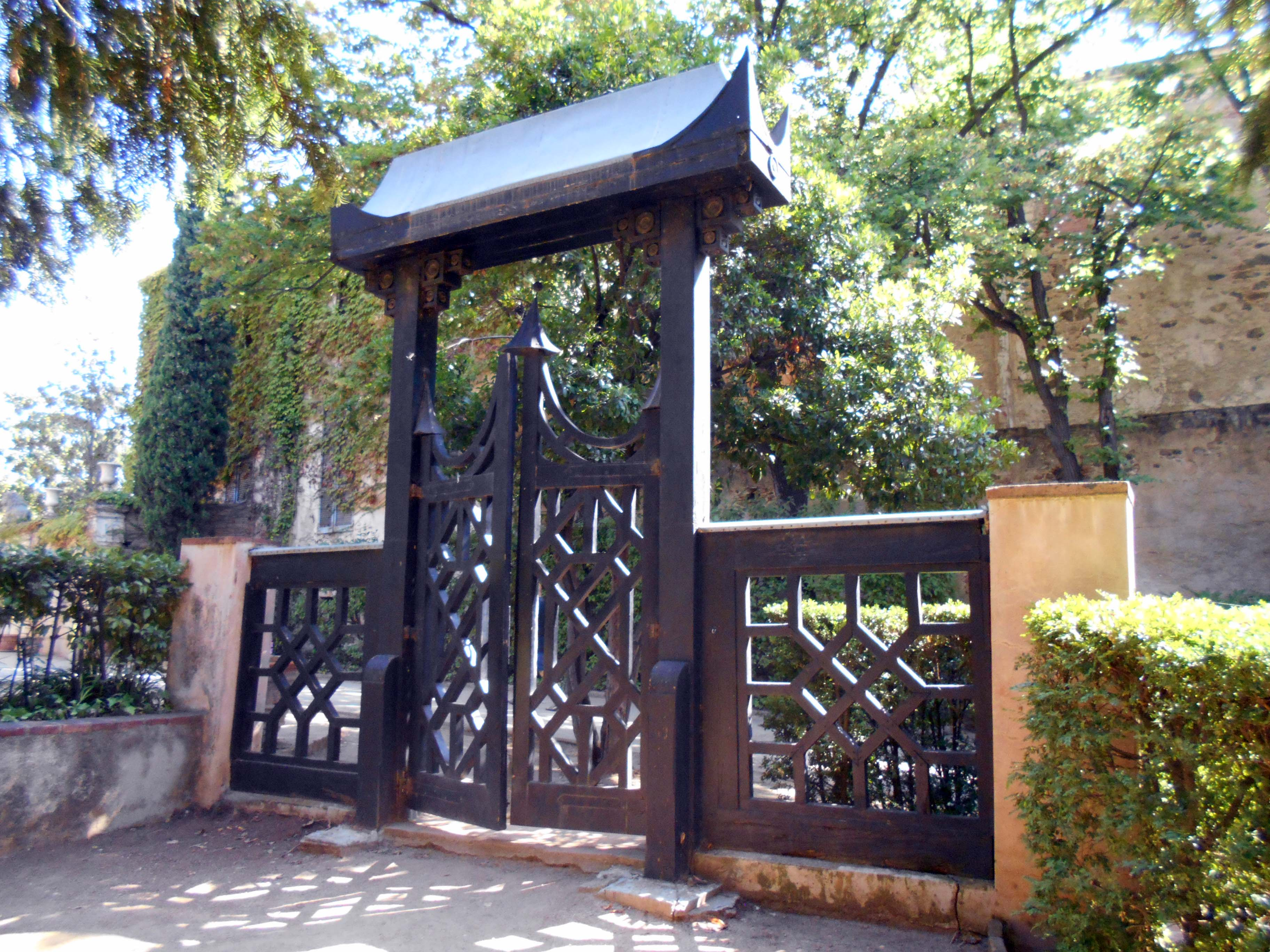
Porta xinesa
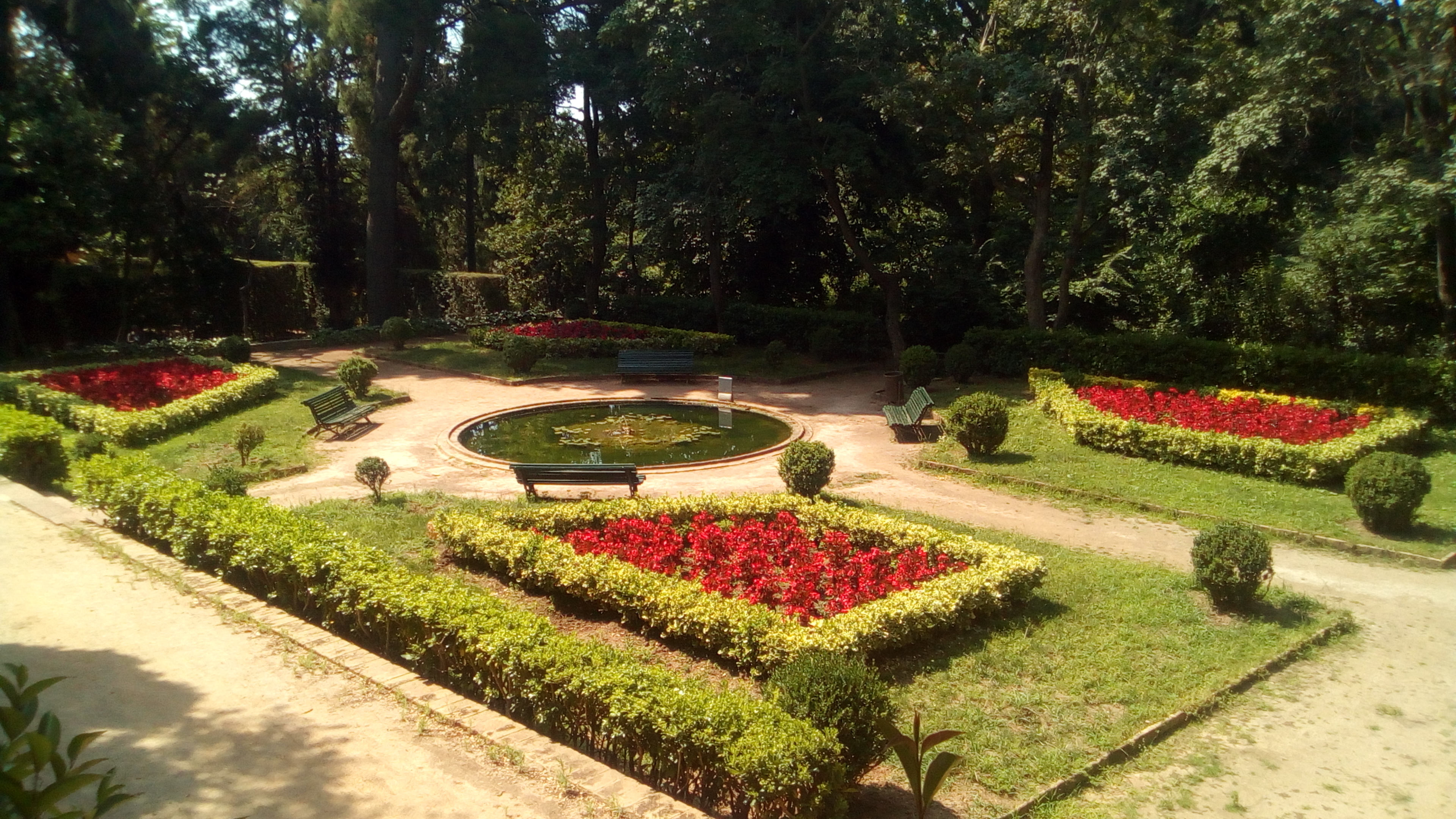
Antic jardí oriental

## Biodiversitat

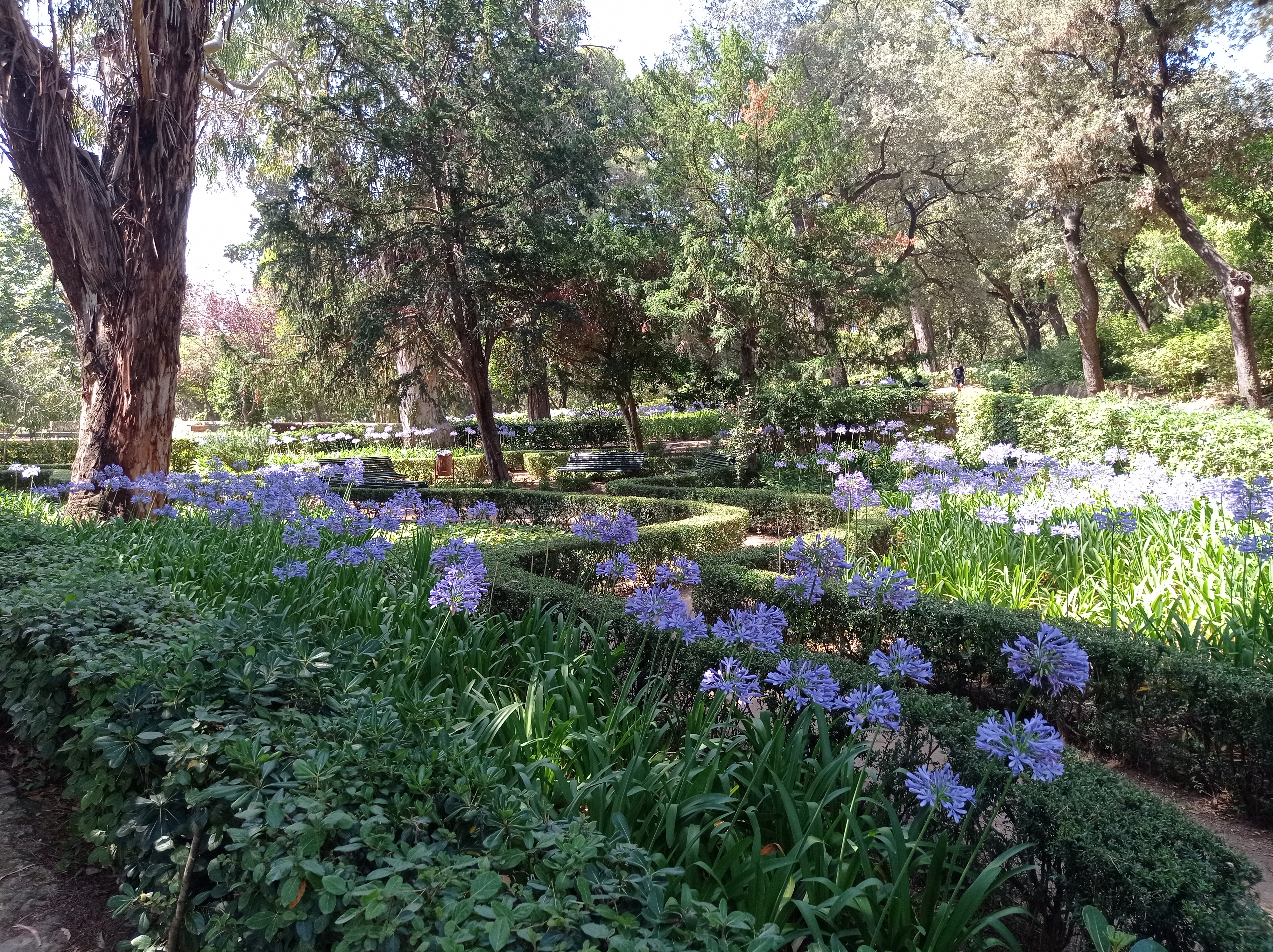
Jardí de les Flors

El parc del Laberint és un dels més rics de la ciutat quant a diversitat biològica: segons l'ornitòleg Xavier Batllori, és «el millor i més estable de la ciutat». El 2014 l'Ajuntament de Barcelona el va declarar, al costat dels jardins de la Tamarita, com a «refugi de fauna i flora», dins del Pla per la biodiversitat promogut pel consistori per a la protecció del medi ambient. L'objectiu és integrar aquests espais dins de la xarxa de refugis naturals de la Fundació World Nature.
El palau Desvalls acull des del 1993 el Centre de Formació del Laberint d'Horta, un institut municipal especialitzat en jardineria i paisatgisme. En ell s'imparteixen cursets per a afeccionats a la jardineria, però també formació continuada per a professionals del sector. El centre organitza també cursos monogràfics dedicats a diverses especialitats, així com xerrades i jornades tècniques. També acull una biblioteca formada per més de tres mil volums, a més de subscripcions a una trentena de revistes especialitzades.
La vegetació del parc és típicament mediterrània i, en general, manté les especificitats pròpies de la serra de Collserola. La zona forestal destaca per la presència d'alzines i roures, així com alguns arboços. La zona baixa de la finca havia estat usada abans de la planificació del jardí com a horta, amb plantacions de garrofer, olivera, murtra, pi blanc i vinya. Per a la construcció del jardí es va repoblar la zona amb noves espècies, algunes d'elles de climes més càlids, ja que aquesta zona està protegida per la serra dels vents del nord i té una bona exposició al sol; es van plantar així espècies com la magnòlia, la washingtònia, la palmera i el pi de Canàries, així com diversos arbusts com el romaní i la ginesta. També, gràcies a l'abundància d'aigua, es van poder plantar espècies com l'arbre de l'amor, l'àlber del Canadà, l'om, l'acàcia del Japó, el til·ler, el plàtan, el castanyer bord o la sequoia.

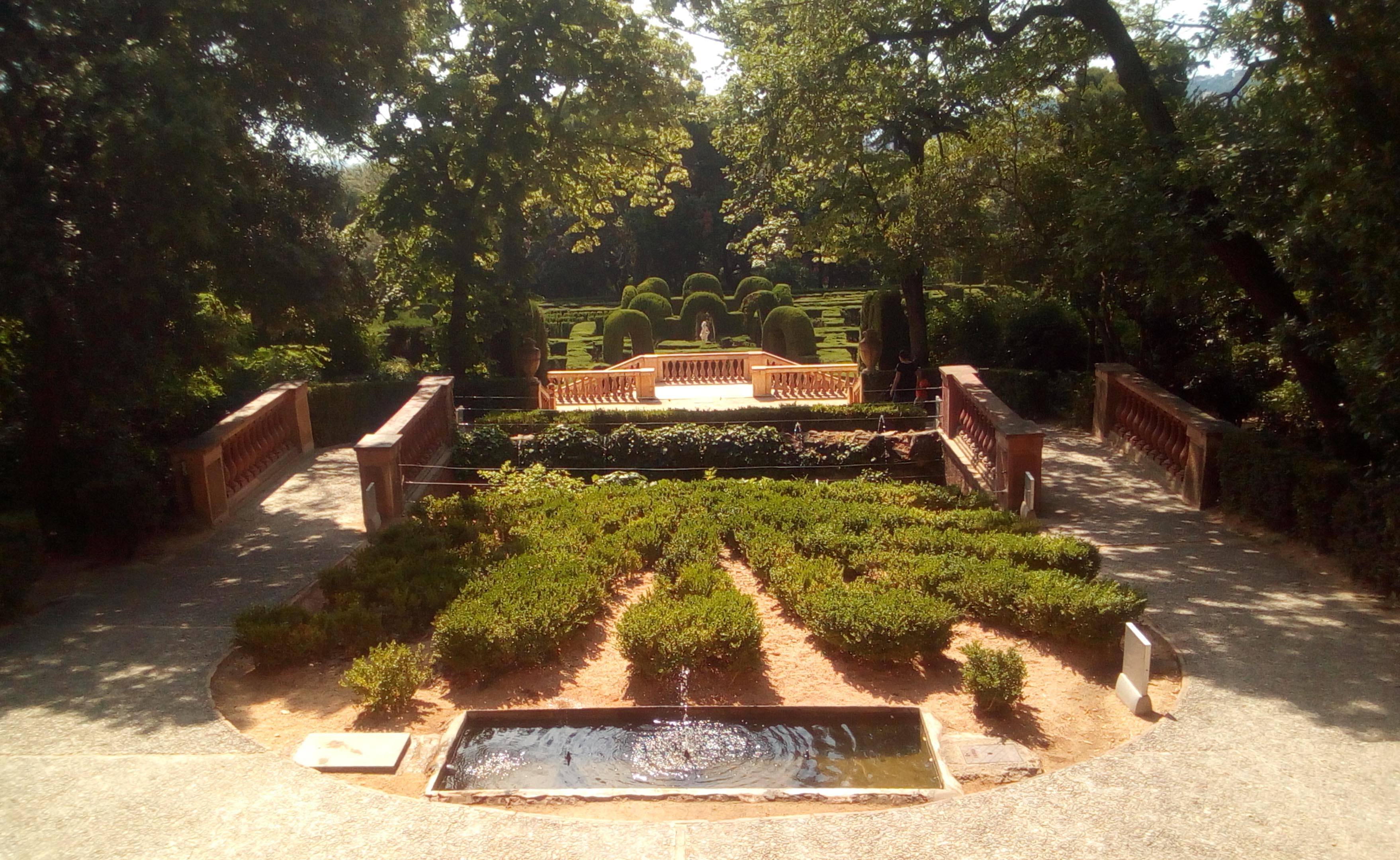
El laberint vist des del pavelló neoclàssic

A més del laberint, format per tanques de xiprer (Cupressus sempervirens), el parc compta amb nombroses espècies vegetals, entre les quals es troben: boix (Buxus sempervirens), til·ler (Tilia tomentosa), cedre de l'Himàlaia (Cedrus deodara), teix (Taxus baccata), còcul (Cocculus laurifolius), arbre de Júpiter (Lagerstroemia indica), alzina (Quercus ilex), llorer (Laurus nobilis), sequoia (Sequoia sempervirens), pi (Pinus halepensis i Pinus pinea), roure (Quercus robur), evònim, marfull (Viburnum tinus), pitòspor (Pittosporum tobira), coralet del Japó (Berberis thunbergii), heura (Hedera helix), flor de l'amor (Agapanthus umbellatus), falguera (Nephrolepis exaltata), galzeran (Ruscus aculeatus), freixe (Fraxinus ornus), plàtan (Platanus acerifolia), etc.

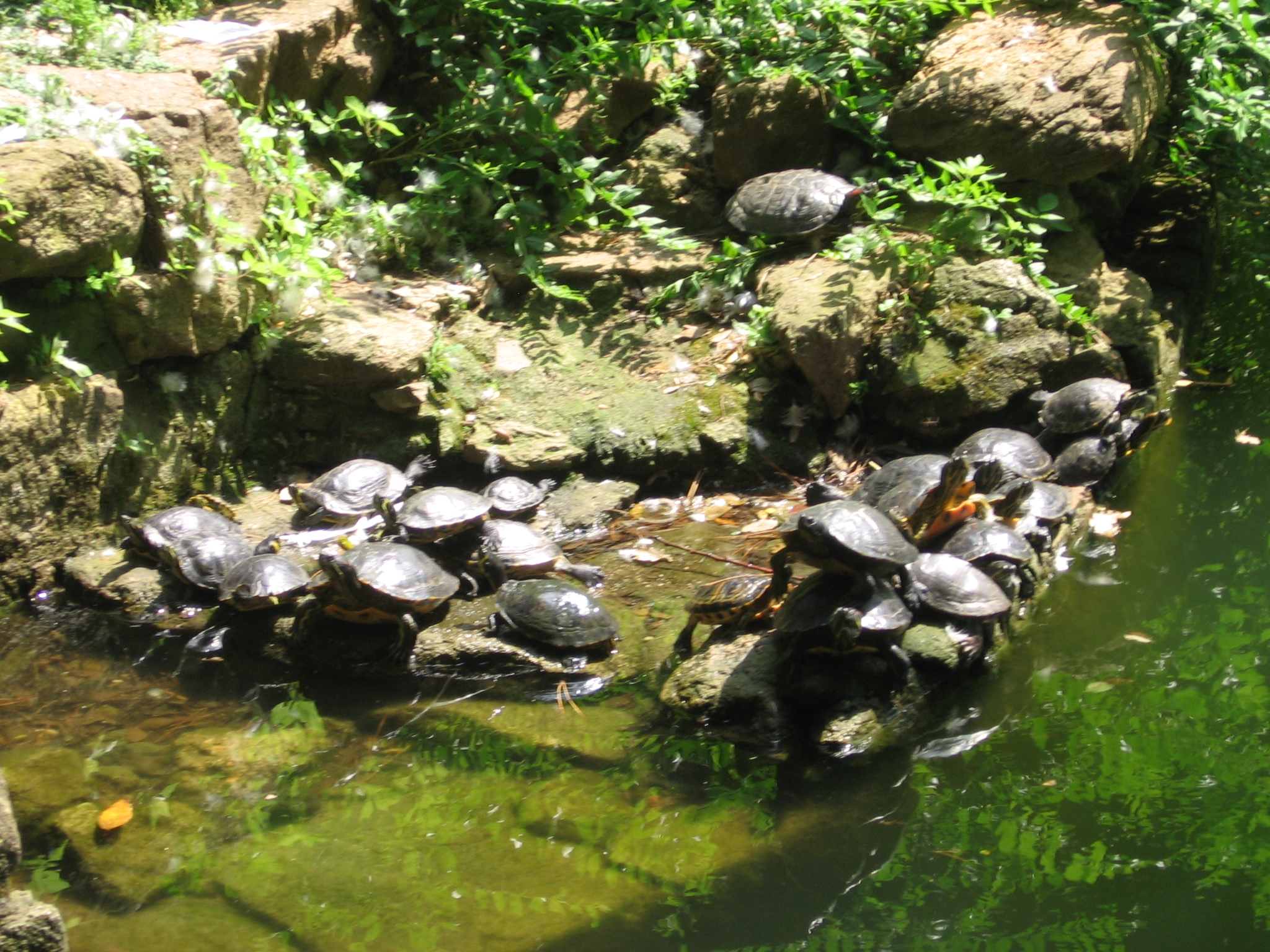
Tortugues del parc del Laberint

La fauna del parc és la típica d'altres zones verdes de la ciutat, si bé la proximitat amb la serra de Collserola afavoreix la presència d'espècies forestals que no es troben en altres parcs urbans. La densitat vegetal del parc afavoreix la implantació d'aus: s'ha detectat la presència d'unes vuitanta espècies ornitològiques, entre les quals el colom i el pardal són els que tenen una major població. També és abundant la presència d'esquirols. Entre la resta d'espècies es poden trobar des de ratapinyades, genetes, talps, senglars i teixons fins a colobres. D'altra banda, en els hàbitats aquàtics hi ha capgrossos, libèl·lules, serps d'aigua, carpes daurades i altres espècies.
Entre les diverses espècies animals del parc es troben: 
- Aus: raspinell comú (Certhia brachydactyla), colom missatger (Columba livia domestica), tudó (Columba palumbus), mallerenga blava (Cyanistes caeruleus), pit-roig (Erithacus rubecula), cuereta blanca (Motacilla alba), cotorreta de pit gris (Myiopsitta monachus), mallerenga petita (Periparus ater), garsa (Pica pica), bruel (Regulus ignicapilla), tórtora turca (Streptopelia decaocto).
- Mamífers: esquirol (Sciurus vulgaris).
- Amfibis: granota verda (Pelophylax perezi).
- Rèptils: sargantana (Podarcis liolepis), tortuga (Trachemys scripta).
- Mol·luscs: caragol bover (Cornu aspersum), caracola (Rumina decollata), cargol (Theba pisana).
- Aràcnids: aranya de jardí (Nurscia albomaculata).
- Coleòpters: marieta (Adalia bipunctata), diabló (Curculionidae), elatèrid (Elateridae), Oedemera nobilis, brunidora (Oxythyrea funesta), Staphylinidae.
- Dípters: mosca minadora de fulles (Agromyzidae), mosca de les flors (Anthomyiidae), mosca de les agalles (Cecidomyiidae), mosca abellot (Eristalis tenax).
- Hemípters: pugó del cotoner (Aphis gossypii), caparreta negra (Saissetia oleae), xinxa (Spilostethus pandurus), tigre del plàtan (Corythucha ciliata).
- Himenòpters: borinot (Bombus sp.), vespa (Braconidae), vespa dels diablons (Cerceris sp.), reveixí (Crematogaster scutellaris), abella (Halictinae).
- Lepidòpters: cleòpatra (Gonepteryx cleopatra), bruna boscana (Pararge aegeria), blanqueta de la col (Pieris rapae), moixell errant (Psychidae).
- Odonats: libèl·lula emperador (Anax imperator), libèl·lula fletxa roja (Sympetrum striolatum).
- Miriàpodes: centcames (Chilopoda).[78]

## Accés i visites
Al parc del Laberint es pot accedir amb transport públic: al passeig de la Vall d'Hebron es troba l'estació de Mundet de la línia 3 del Metro de Barcelona, així com els autobusos 27, 60, 76 i H4.
L'horari del parc és de 10:00 a 19:00 h de dilluns a diumenge en horari d'hivern, i de 10:00 a 20:00 h en horari d'estiu (de l'1 d'abril al 31 d'octubre); com a excepció, el 25 de desembre l'horari és de 9:00 a 14:00 h. Per accedir cal abonar una entrada, excepte els dimecres i els diumenges, que hi ha jornades de portes obertes; també hi ha accés lliure el 24 de setembre, festivitat de la Mercè, patrona de Barcelona. Estan exempts de pagar entrada els veïns del parc, els aturats, els jubilats i els menors de cinc anys. Hi ha visites guiades per a grups. L'aforament està limitat a 750 visitants.
No es permet l'entrada d'animals de companyia. També està prohibit menjar, jugar a pilota i entrar amb vehicles, incloses bicicletes i patins.

## Galeria d'imatges

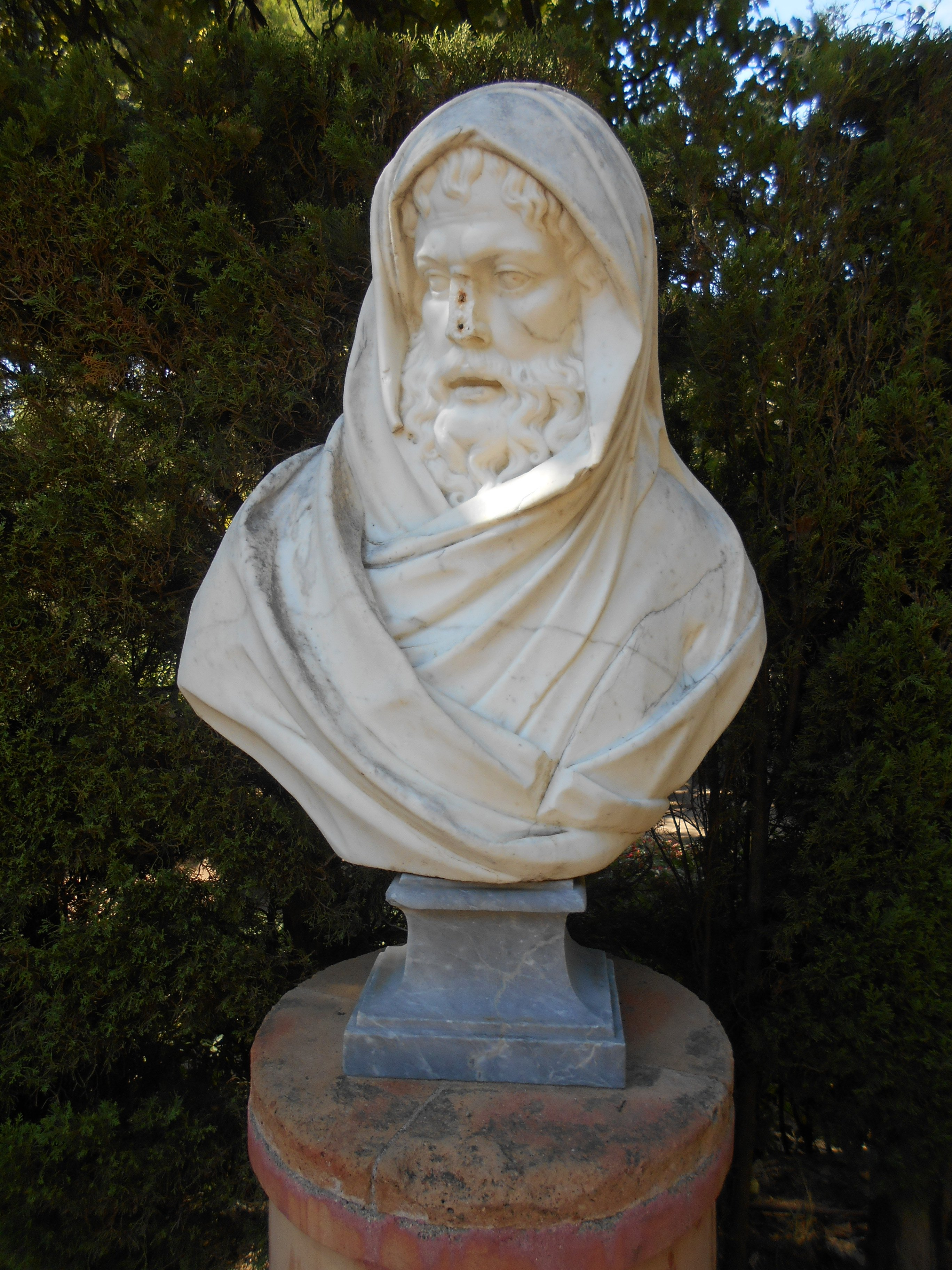
Bust de l'Hivern
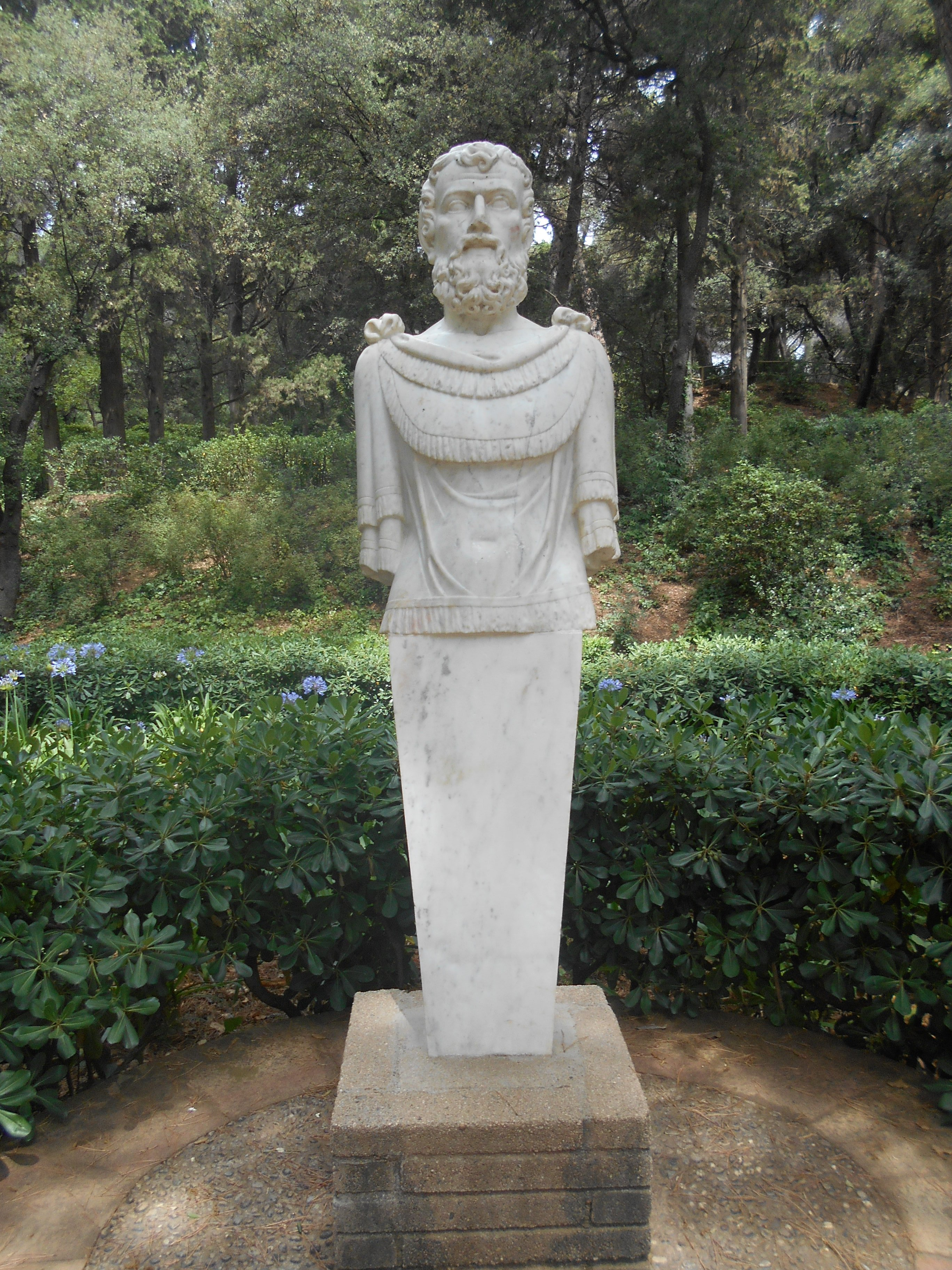
Bust del rei Mides
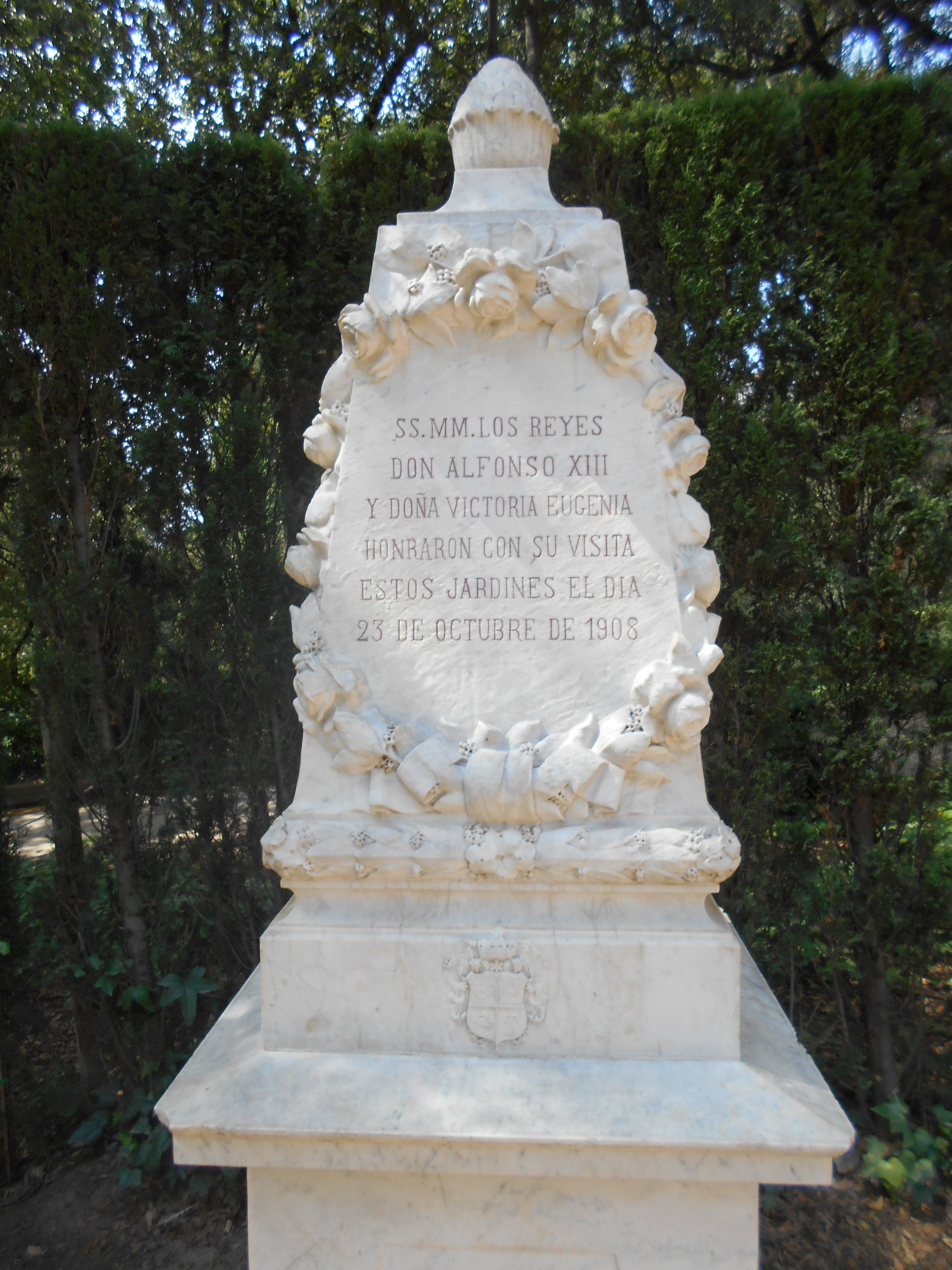
Placa commemorativa de la visita d'Alfons XIII el 1908
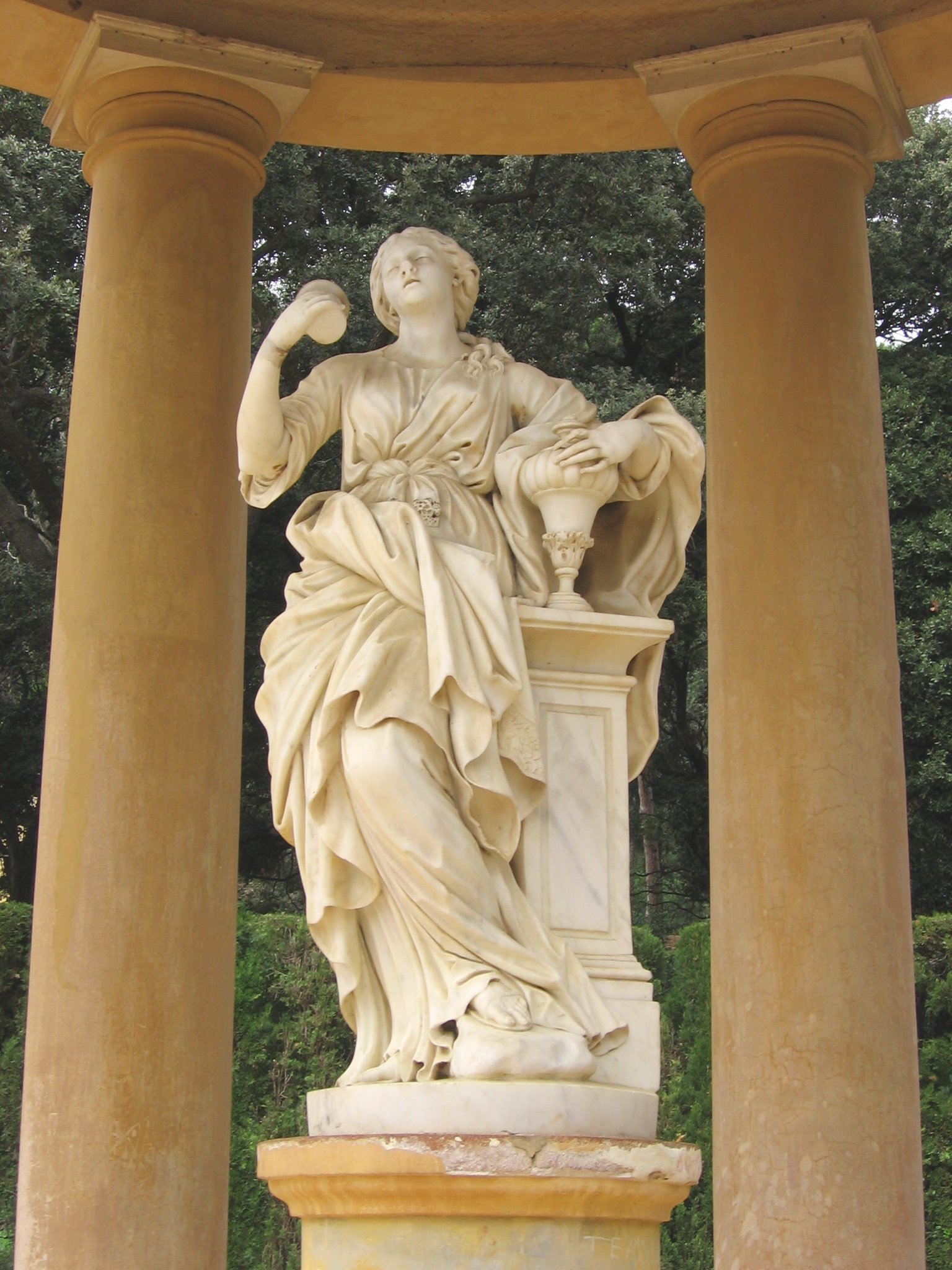
Estàtua d'Ariadna
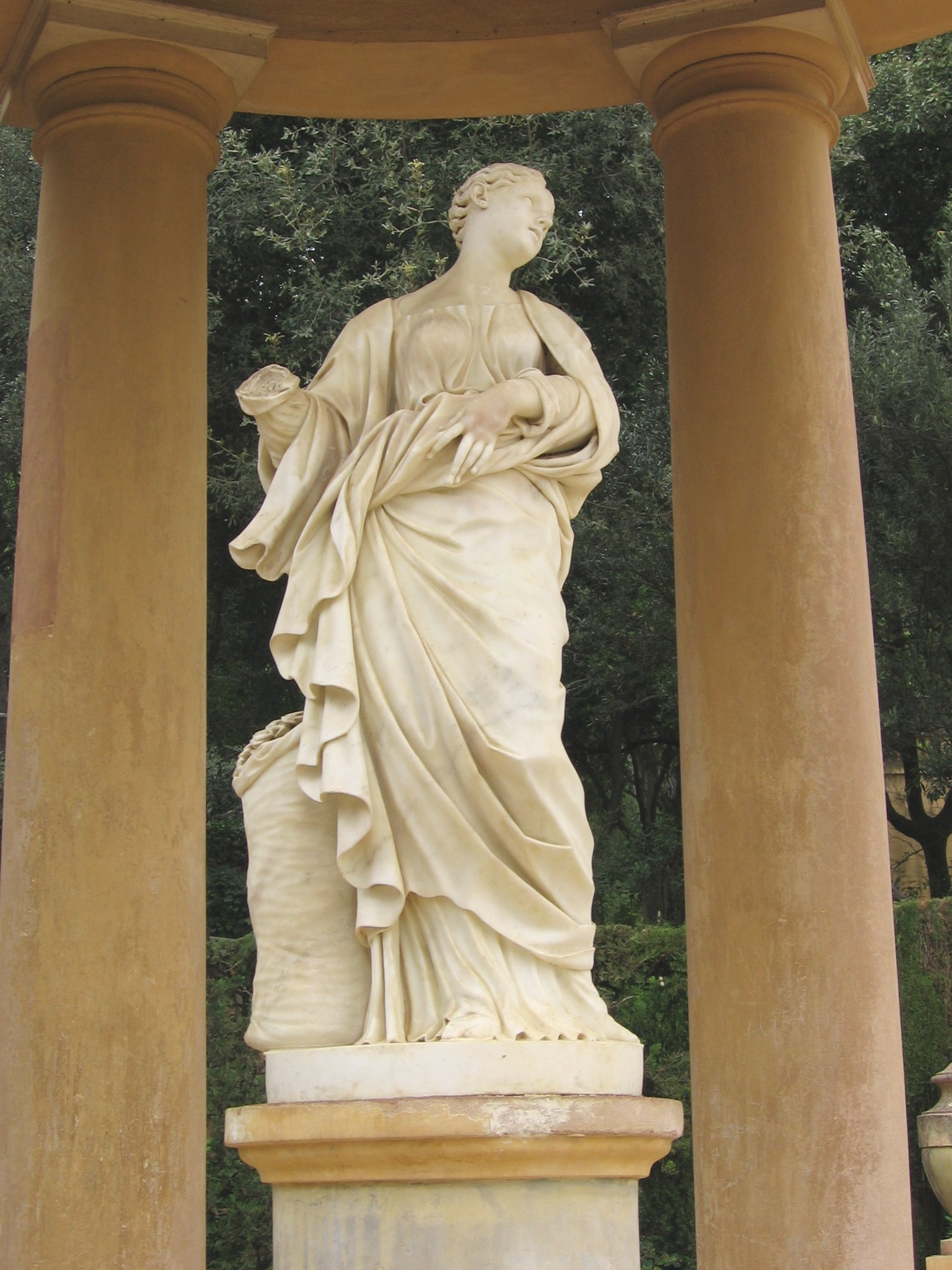
Estàtua de Dànae
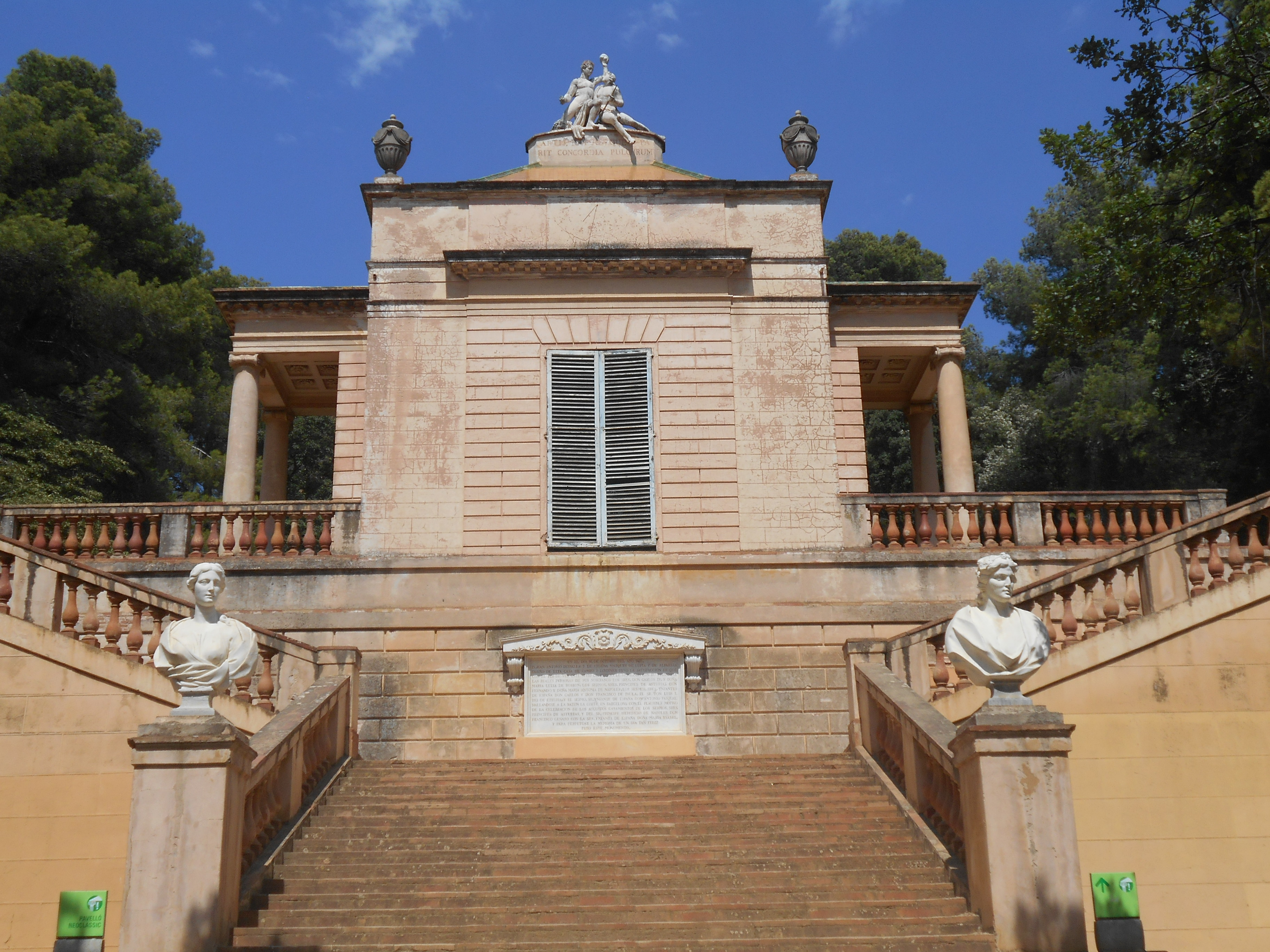
Escalinata d'accés al pavelló de Carles IV amb els busts de la Primavera i l'Estiu
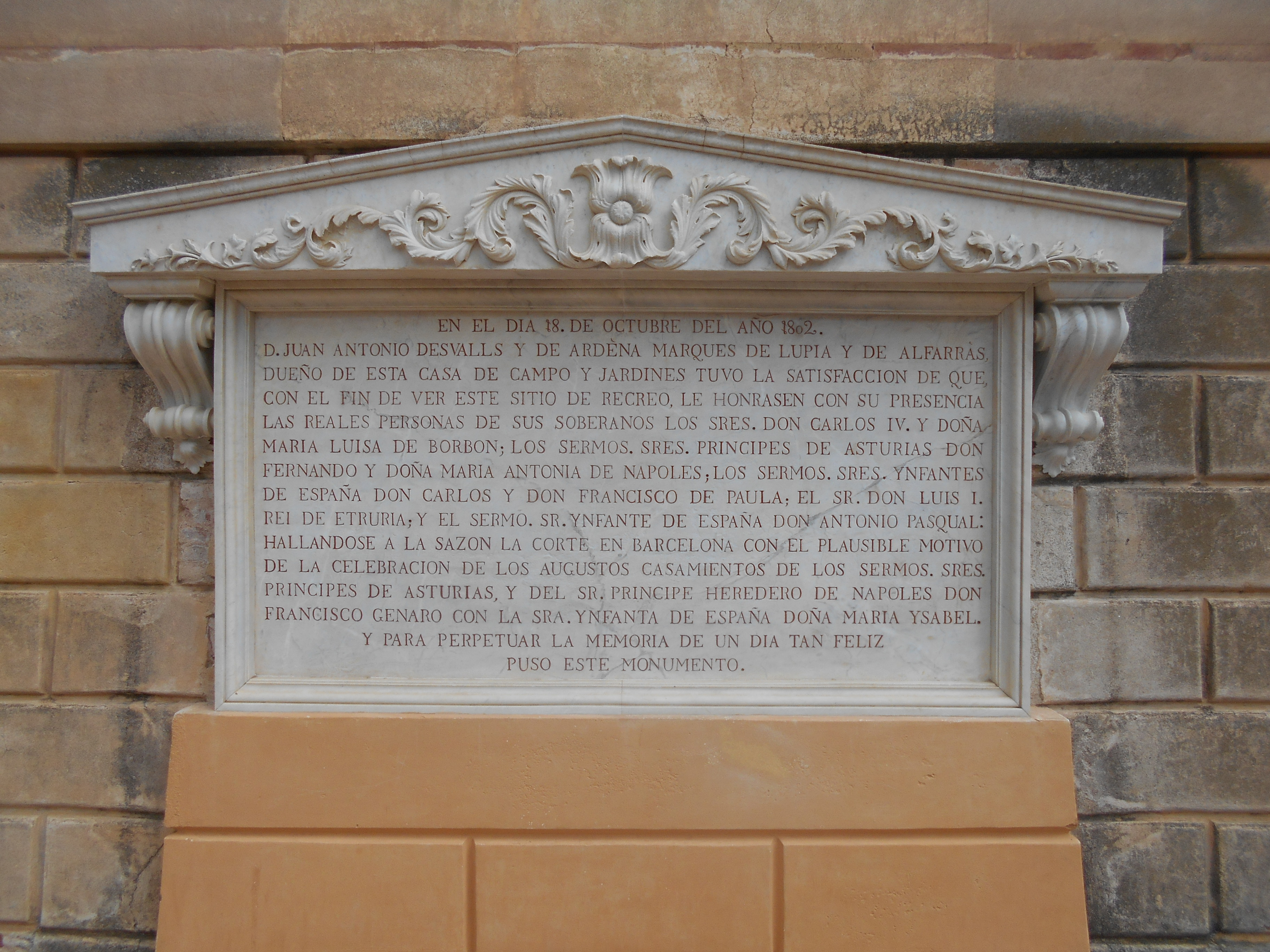
Placa commemorativa de la visita de Carles IV el 1802
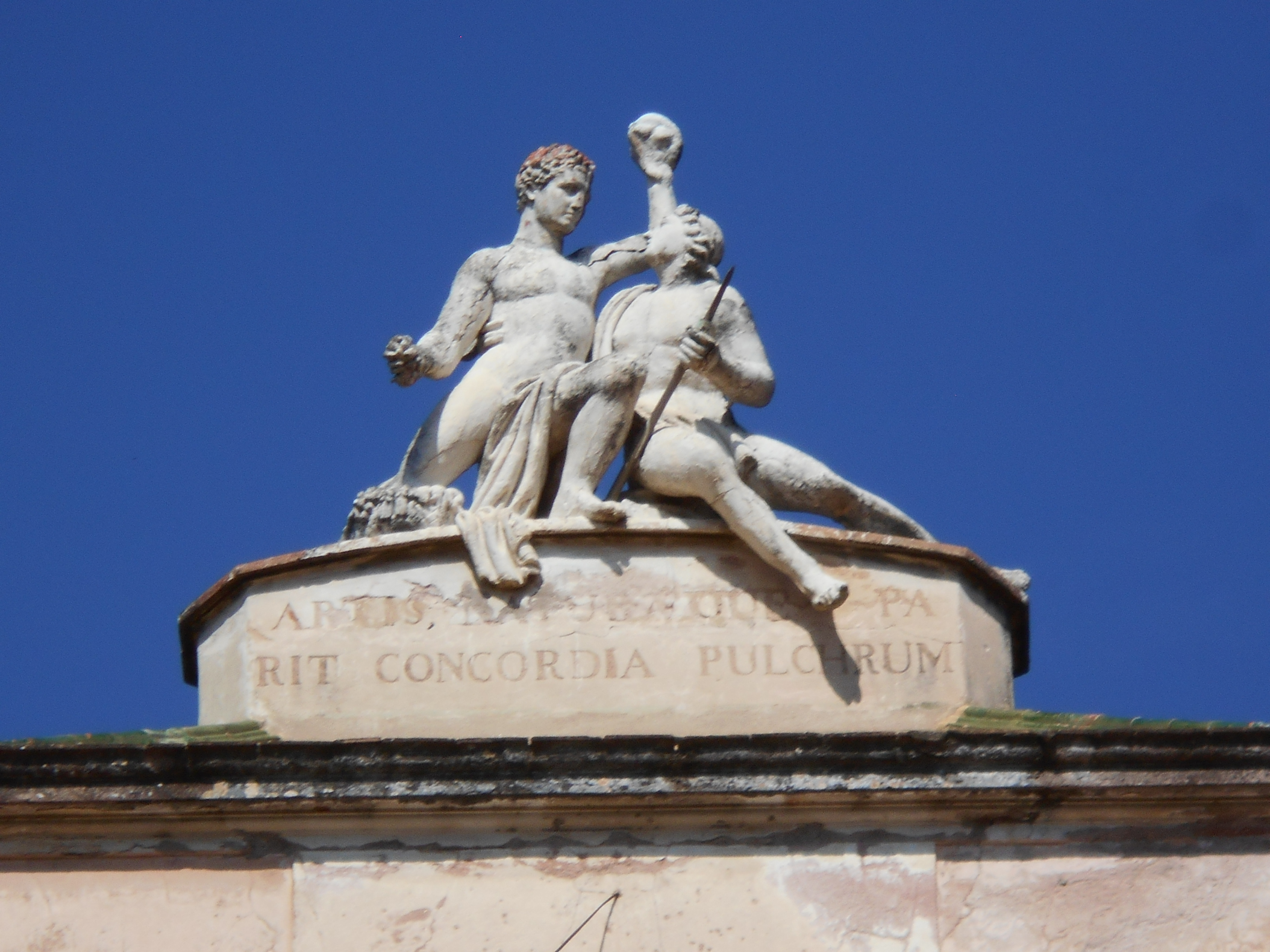
Grup escultòric de L'Art i la Natura